# St. Viktor (Hochkirchen)
Koordinaten: 50° 47′ 52,3″ N, 6° 38′ 24,1″ O
Die katholische Filialkirche St. Viktor ist das Wahrzeichen des Dorfes Hochkirchen, eines Ortsteils von Nörvenich. Sie untersteht heute der St.-Josefs-Pfarre Nörvenich im Kreis Düren. St. Viktor wurde im 12. Jahrhundert erstmals urkundlich erwähnt, hat ihren Ursprung aber in fränkischer Zeit um das Jahr 850. Die ehemalige Pfarrkirche des Kirchspiels Hochkirchen ist heute eine Filialkirche der Pfarre St. Josef Nörvenich. Sie wird von vielen Einwohnern aus der Umgegend besucht, weil das Kirchengebäude schon von Weitem sichtbar ist. Es gibt über sie wenig schriftliche Unterlagen.

## Lage

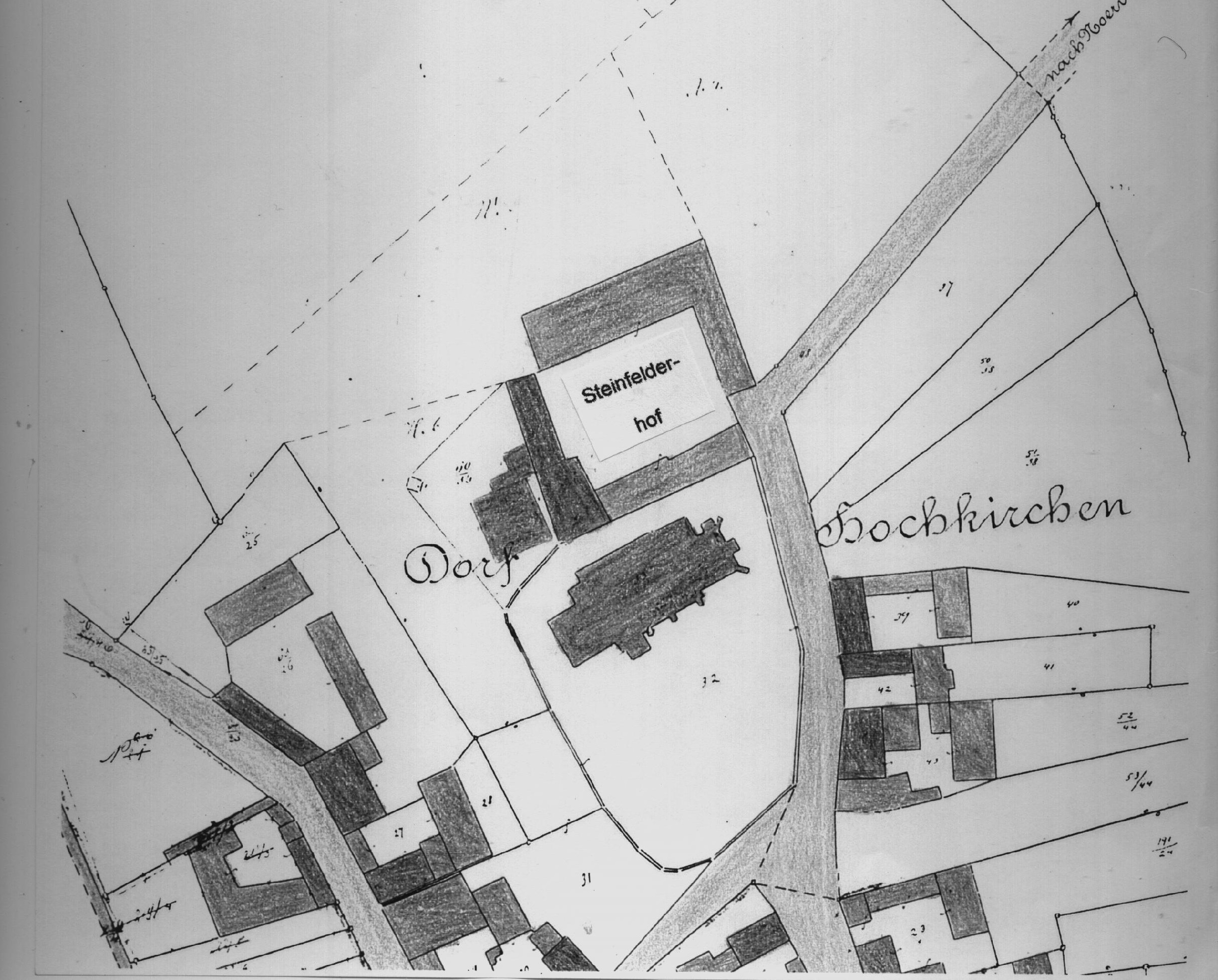
Lageplan Hochkirchen Kirche 1895

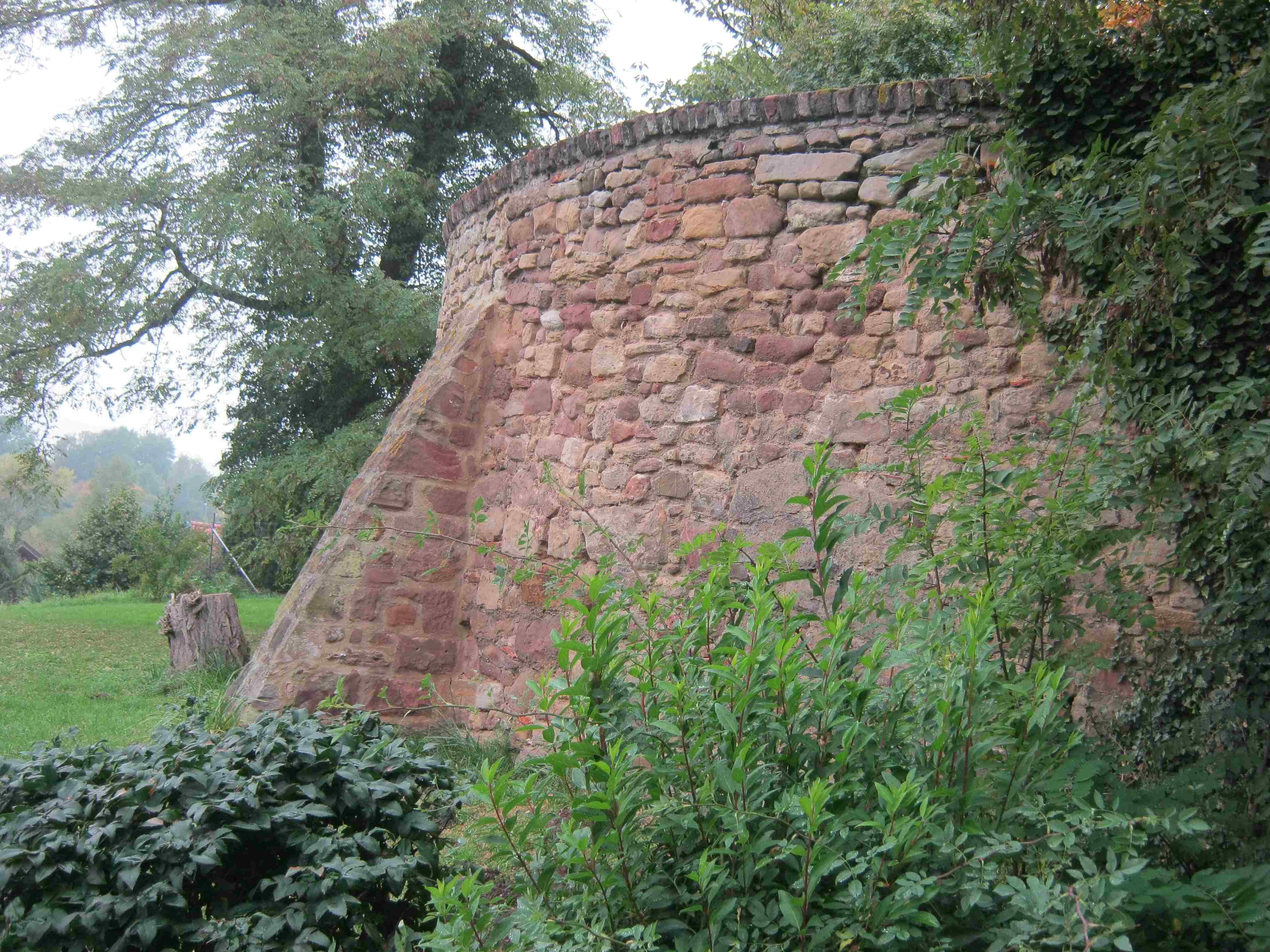
Stützmauer der westlichen Kirchhofsmauer an St. Viktor

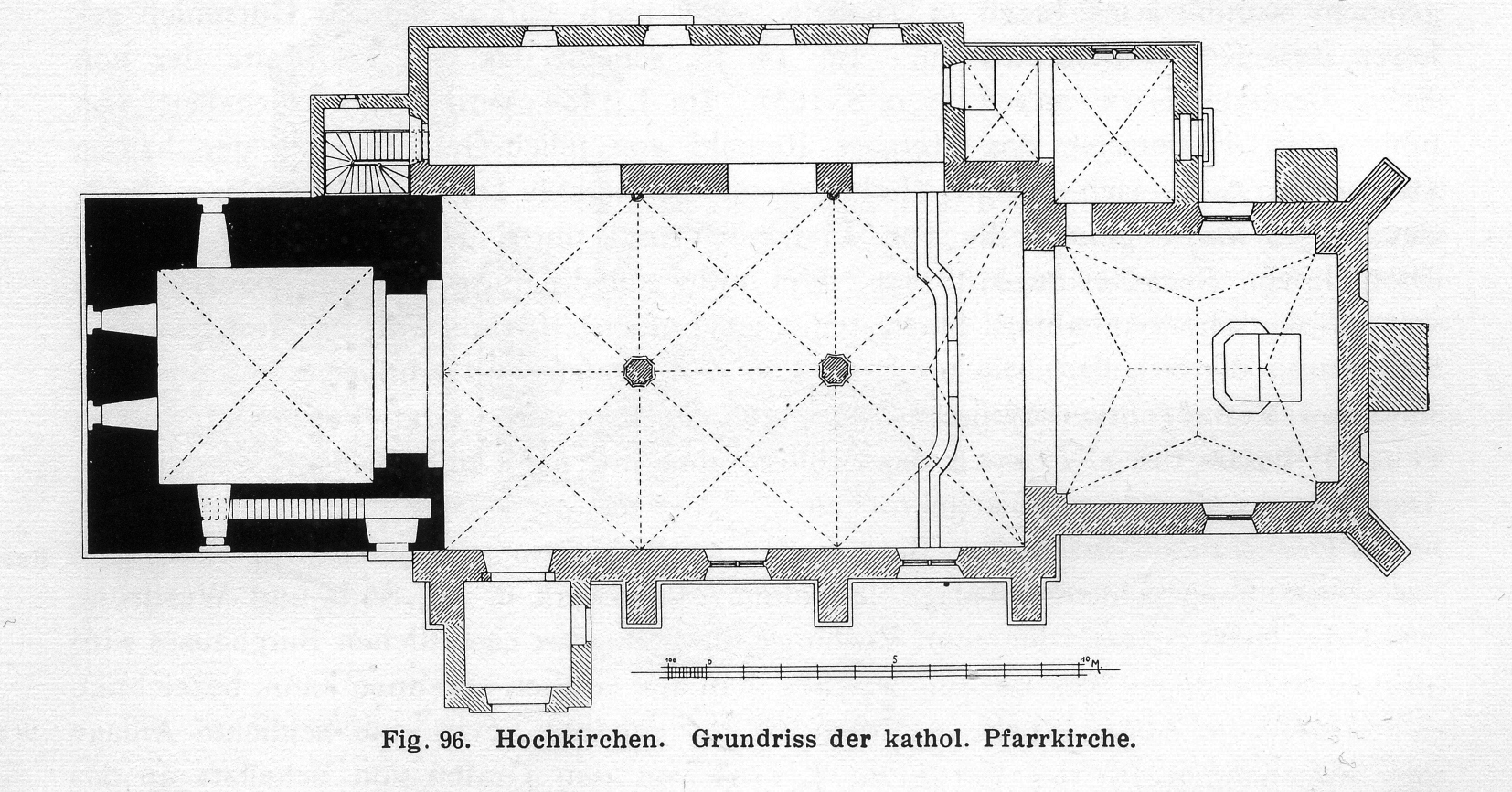
Grundriss Heinrich Wiethase

Unterhalb der Kirche fließt westlich von Süden nach Norden der Neffelbach, und unweit führt die Bundesstraße 477 vorbei, deren Verlauf mit der römischen Heerstraße von Neuss nach Zülpich identisch ist. Der Lageplan aus dem Jahre 1895 zeigt die damalige Lage der Kirche neben dem Steinfelderhof.
Die mit dem Kirchturm etwa 38 m hohe geostete Kirche, die auf einem hoch ansteigenden Bachufer am nordwestlichen Ortsrand steht, überragt den auf 113 Meter über NHN liegenden Ort weithin sichtbar. Reste des alten aufgelassenen Kirchhofs umgeben die Kirche bis auf ihre Nordseite. Dort stehen die Backsteinbauten des ehemaligen, im Jahr 1902 erbauten Pfarrhauses und eines in der heutigen Form aus dem 18. Jahrhundert stammenden Gebäudes des Steinfelderhofes. Von der historischen Friedhofsanlage sind noch 109 Grabmale, überwiegend als Grabkreuze, vorhanden. Das älteste Grabkreuz wurde zum Gedächtnis an Johann Hoch aus Eggersheim im Jahr 1586 aufgestellt.
Das Kirchengelände ist von einer Sandsteinmauer umschlossen, die mit einer Backsteinrollschicht abgedeckt ist. Das schmiedeeiserne Tor an der Nordostseite der Kirche ist zugleich Eingang und Zufahrt für die Kirchenbesucher und die Anlieger im ehemaligen Zehnthaus. Die Zufahrt benutzen auch die Mieter des ehemaligen Pfarrhauses.

## Geschichte

### Grabungen und Befunde

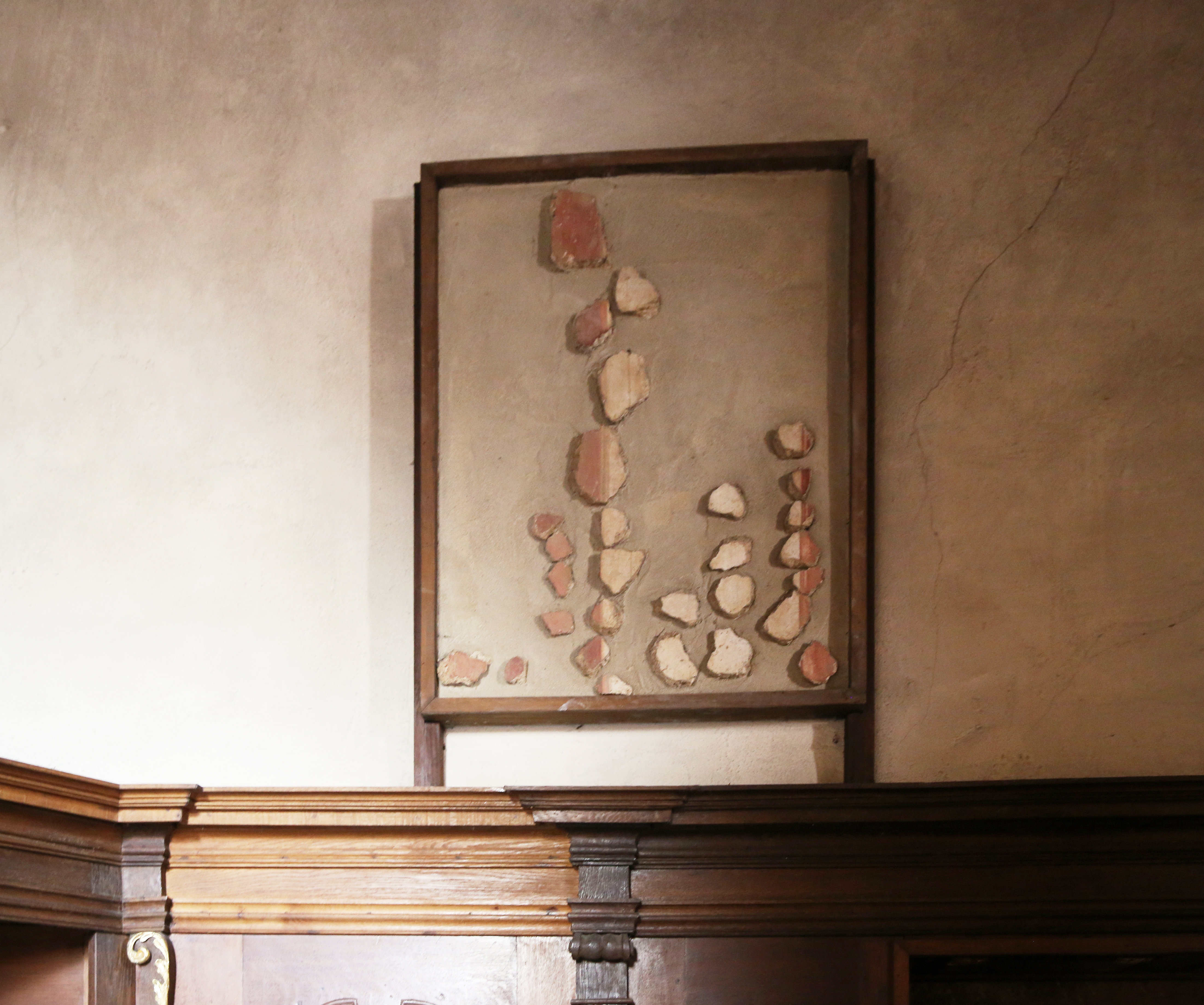
Grabungsfunde in rekonstruierter Anordnung: Reste von Wandmalereien

Das Bonner Landesamt für Denkmalpflege führte 1980/81 unter Leitung von Wilfried Maria Koch archäologische Grabungen in Hochkirchen durch. Aufgrund der Auswertung der Befunde stand im Bereich des heutigen Kirchturmes sowie des ehemaligen Pfarrhauses und auf einem Teil des alten Kirchhofs ein großes römisches Landhaus, eine sogenannte villa rustica. Diese Anlage, wohl typischerweise Haupthaus und Nebengebäude (zumeist im geschlossenen Viereck), soll im 4. Jahrhundert erweitert worden und aufwändig ausgestattet gewesen sein. Nach den bei den Grabungen geborgenen Artefakten zu urteilen, handelte es sich um ein Gebäude mit luxuriösem Marmorfußboden und Wandmalereien als Verzierung. Es gab Anzeichen, dass es im 5. Jahrhundert seiner Wertgegenstände beraubt und, von einigen Autoren als Anzeichen einer Brandschatzung gewertet, vieles vernichtet wurde. Die Schäden waren derart groß, dass ein Wiederaufbau unterblieb und die Ruine verfiel.
Durch Grabungen auf dem Gelände des alten Kirchhofs und die Entdeckungen unter der Kirche konnte eindeutig festgestellt werden, dass das ummauerte Areal der Standort eines römischen Landhauses war. Auch die bereits im ausgehenden 19. Jahrhundert dokumentierten Forschungsergebnisse fanden nicht nur ihre Bestätigung, sondern sie wurden aufgrund des Fortschritts der wissenschaftlich-archäologischen Untersuchungsmöglichkeiten präzisiert und damit umfassender und aussagekräftiger.
Damals dokumentierte der Archäologe und Historiker August Schoop die entdeckte römische Ansiedlung und wies in der Südwand des Langhauses Fragmente eines Matronensteins nach. In den 1980er Jahren konnten römische Materialien geborgen werden, wie sie auch an der Kapelle St. Petrus in Poll nachgewiesen wurden. Bei dem Bau des Pfarrhauses im Jahr 1902 wurden im Nordwesten der Anlage Reste eines Hypokaustums erkannt und südlich der Kirche wurde römischer Marmorfußboden freigelegt. Verblieben sind der Kirchengemeinde nur einige kleinere Keramiken, die an der Nordwand im flachen Schaukasten zu sehen sind. Wertvolleres Material gelangte in das Landesmuseum Bonn. Die Fundstücke belegen, dass St. Viktor wie auch eine Vorgängerin auf römischen Fundamentresten steht.
In der Mitte des 9. Jahrhunderts entstand, teilweise auf den Fundamenten der römischen Villa, wo vermutlich ein Ort der Jupiterverehrung war, eine kleine Holzkirche. Sie soll nach Angaben der Pfarrgemeinde St. Josef, Nörvenich, die Vorgängerin eines späteren Steinbauwerks gewesen sein, aus dem sich die heutige Kirche entwickelte. Solche sogenannten Schwellbalkenkirchen wies der Archäologe Peter Anton Tholen in Köln, in der Rhein-Erft-Region und im Kreis Heinsberg nach und datierte sie in die karolingische Zeit.

### Fränkische Zeit
Im 6. bis zum 8. Jahrhundert waren in der Gegend fränkische Stämme ansässig, die Sunuker, wahrscheinlich die Abspaltung eines Stammes der Ubier oder diesen zuzurechnen. Darauf weist auch der Fund einer Skulptur der Matrone Sunuxal, einer eigentlich germanischen Gottheit, an St. Viktor hin. Entsprechende Funde sind fast ausschließlich aus dem Stammesgebiet der Ubier bekannt.
Die Annalen des Erzbischofs Hinkmar von Reims nennen für das Jahr 870 unter den Ansiedlungen, die bei der Reichsteilung an Ludwig den Deutschen kamen, eine Ortschaft „Hoenkirche“, jedoch kann nicht geklärt werden, ob sie mit dem heutigen Hochkirchen identisch ist.

### 19. Jahrhundert
Die Säkularisation beendete das Bestehen von Kloster Steinfeld, wodurch sich auch die Besitzverhältnisse vom Steinfelderhof änderten. Häufig wurden auf Druck der Gläubigen viele Kirchen in Pfarrkirchen umgewandelt, um sie vor der Zerstörung zu retten. So könnte es auch in Hochkirchen gewesen sein.

### 20. Jahrhundert
Das erste Jahrzehnt des 20. Jahrhunderts brachte der Kirche eine Reihe von direkten und indirekten Neuerungen. Um 1900 wurde der damals schadhafte Außenputz an der Kirche entfernt. Dabei kam in dem aus Tuff und Sandsteinquadern bestehenden Mauerwerk auch römisches Ziegelsteinmaterial zum Vorschein. Das neue Pfarrhaus entstand 1902 und bot dem Pfarrer und einem Kaplan adäquaten Wohnraum und enthielt auch das Pfarrbüro. Es löste das Hochkirchener Hofgebäude der Steinfelder Geistlichen als Wohnsitz ab. Derzeit ist das Haus an Privatpersonen vermietet, die auch die Aufgaben des Küsters übernahmen. 1907 wurde wohl eine umfassende Restaurierung des Kirchturms durchgeführt und zur Weihnachtszeit des Jahres 1908 verfügte die Kirche erstmals über elektrisches Licht. Die Taufkapelle erhielt 1909 durch eine von dem Münchener Künstler Jakob Bradl geschaffene Herz-Jesu-Statue einen wertvollen Wandschmuck.

Wenige Monate vor dem Ende des Zweiten Weltkrieges erlitt die bis dahin von Kriegseinwirkungen verschont gebliebene Kirche einige Schäden. Am 25. Februar 1945 wurde sie mit Granaten beschossen, Turm, Kirche und Pastorat erhielten Treffer.
Im Jahre 1983 wurde auf Veranlassung des Rheinischen Amtes für Denkmalpflege der Kirchturm mit einem hellen Außenputz versehen. Im Jahre 2000 konnten diese Arbeiten auf das gesamte Kirchengebäude ausgedehnt und 2001 abgeschlossen werden.

### Geschichte der Pfarre

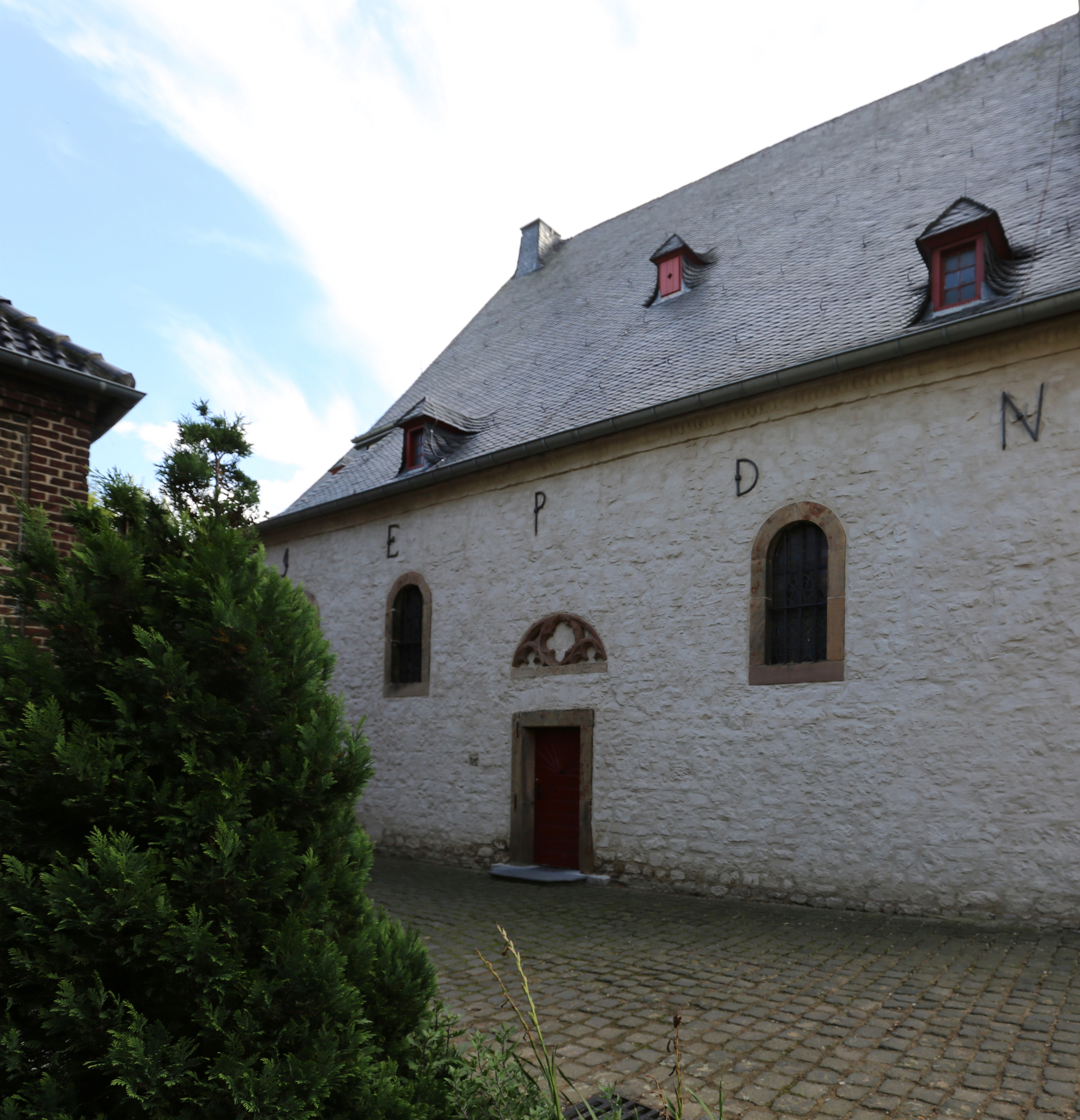
Initialen der ehemals zur Pfarre gehörenden Orte

Die frühe Kirche war eng mit den Prämonstratensern des Klosters Steinfeld in der nahen Eifel verbunden. Der Orden hatte seit dem Ende des 12. Jahrhunderts Besitz in dem damals „Hoynkyrchin“ genannten Weiler und seit 1494 bis zur Säkularisation des Ordens im Jahr 1802 unterstand auch die Pfarre der Abtei Steinfeld.
St. Viktor war die Pfarrkirche für das schon im 15. Jahrhundert genannte Kirchspiel Hochkirchen, bestehend aus den Orten Hochkirchen, Irresheim, Eggersheim, Dorweiler, Poll sowie aus Teilen von Nörvenich, nämlich der Burgstraße, Am Kreuzberg, der Oberbolheimer Straße, der Vogelgasse, dem Marktplatz (außer Nr. 2 und 4) und der Zülpicher Straße (linke Straßenseite von Ecke Marktplatz bis Ecke Kirchgasse). Die Straßen in Nörvenich kamen später zur dortigen Pfarre St. Medardus.
Dies war auch bei den im 15./16. Jahrhundert durchgeführten baulichen Veränderungen zur Erweiterung des Raumangebotes ersichtlich. Das im 18. Jahrhundert erneuerte Nebenschiff trägt auf der Fassade der Nordwand über den Rundbögen der Fenster unter dem Dachgesims die in großen Lettern als eiserne Mauerklammern eingelassenen Initialen der Ortsnamen, die zur Pfarre gehörten. Das schon im 15. Jahrhundert erwähnte Kirchspiel bestand aus den Orten Irresheim, Eggersheim, Dorweiler, Poll und Hochkirchen.
Seit der Fusion der ehemaligen Pfarreien St. Medardus, St. Gertrud, St. Heribert, St. Mariä Heimsuchung, St. Martinus und St. Viktor am 1. Januar 2010 zur Pfarrei St. Josef Nörvenich ist St. Viktor eine Filialkirche der Großpfarre.

### Pfarrer
Die Pastöre:
- Heinrich Leonhardt Conraths, 1845 bis 1865, verstorben 12. Juni 1865, beerdigt in Hochkirchen
- Clemens Joseph Eytorff, 1869 bis 1891, verstorben 1. Januar 1891, beerdigt in Hochkirchen
- Henrich Rick, 1891 bis 1901, Ruhestand
- Theodor Beckers, 1901 bis 1924 versetzt, 1916 Dechant
- Peter Pohl, 1924 bis 1947, verstorben 31. Dezember 1947, beerdigt in Hochkirchen
- Hermann Josef Platzbecker, 1948 bis 1974, verstorben 6. Juni 1974, beerdigt in Hochkirchen
- Johannes Wempe (OFM), 1974 bis 1978, versetzt
- Klaus Johannes Dors, 1978 bis 1992, versetzt
- Josef Lieth (CSSp), 1992 bis 2000, versetzt

Kapläne ab 1897:
- Dr. Hubert Aloys Minkenberg 1897–1899
- Franz Hubert Heinen 1899–1915
- Joseph Wöllges 1915–1918
- Karl Edm. Herm. Ellebrecht 1918–1921
- Kornelius Jonen 1921–1932
- Gustav Sittard 1933–1939
- Wilhelm Houben 1939–1944
- Ewald Klug 1944–1948
- Matthias Hegger 1948–1951
- Josef Schmitt, Subsidiar 1959–1970
- Werner Maria Klinkhammer 1989–1993

## Besitzverhältnisse, Patronat
In der Zeit des zerfallenden Fränkischen Reiches soll die Kirche in Hochkirchen mit all ihrem Zubehör bereits im Besitz des Erzbischofs Willibert von Köln gewesen sein. Damit gilt er als erster Eigner und Patronatsherr. Die Ereignisse der sich anschließenden 150 Jahre bleiben wohl unbekannt. Es gibt keine schriftlichen Zeugnisse, die Auskunft über die Rechtsverhältnisse geben. In der Folgezeit dehnten die eingefallenen Normannen ihre Beutezüge bis in das Rhein-Moselgebiet aus und brachten Teilen des Landes große Zerstörungen. Sie hinterließen in Hochkirchen jedoch keine Spuren.

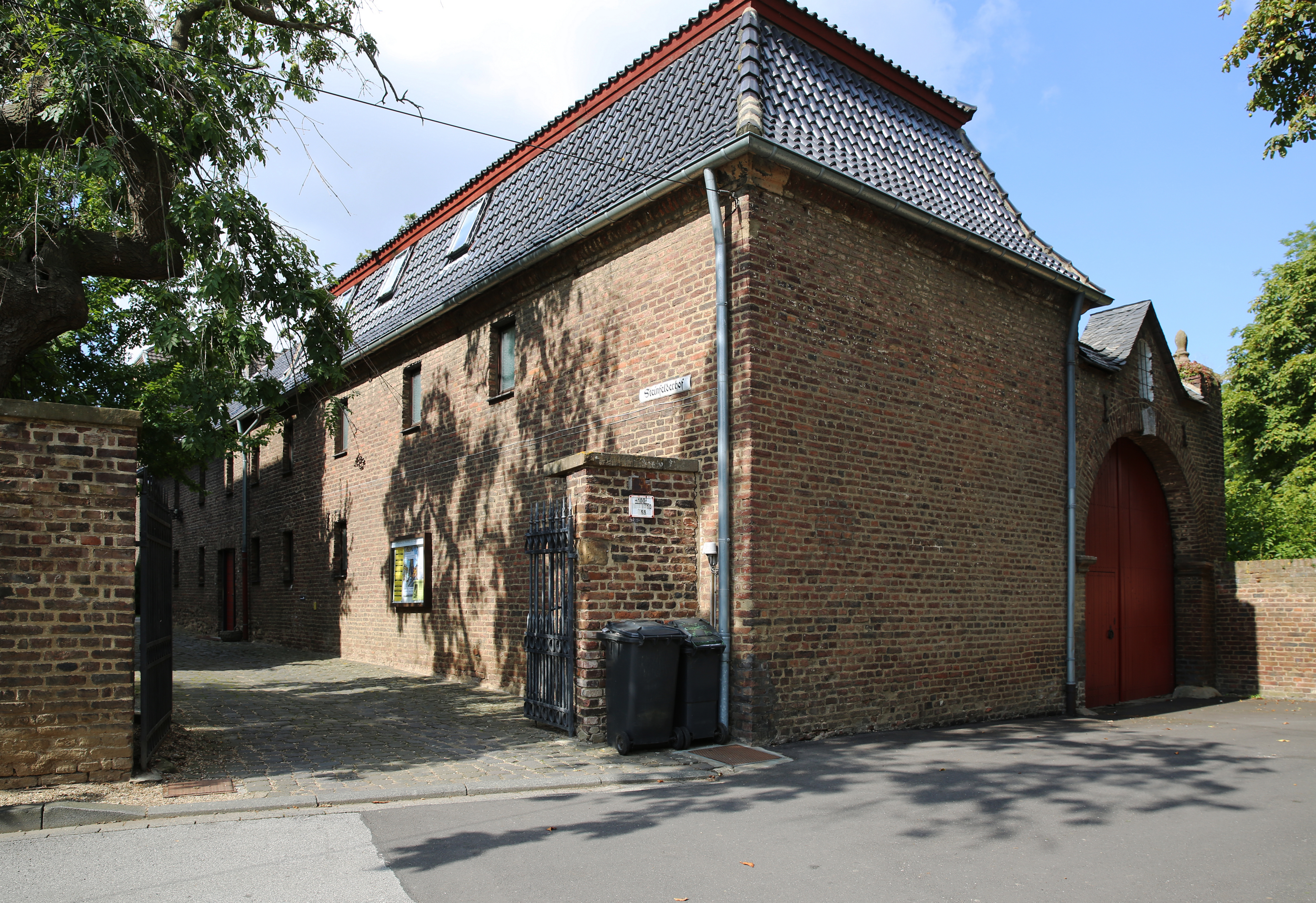
Steinfelderhof, ehemaliger Zehnthof der Abtei Steinfeld

So ist von Ort und Kirche erst wieder im 11. Jahrhundert die Rede. Mit dem dehnbaren Wort vor 1166 wurde auf 1064 verwiesen, einen Zeitpunkt, an dem Hochkirchen in einer ge- oder verfälschten Stiftungsurkunde der Abtei Michelsberg erwähnt wurde, in der Besitzveränderungen festgelegt worden seien. Diese erfolgten jedoch erst rund 100 Jahre später, als die Abtei St. Michael in Siegburg im Jahr 1166 (etwa zehn Jahre vor dem Tod Annos von Köln) ein Drittel des Hochkirchener Zehnten aus dessen Kölner Besitz erhielt. Die Abtei Steinfeld erhielt 1194 die eine Hälfte (sic!, wohl die Hälfte der anderen zwei Drittel) des Patronats von dem Grafen von Hochstaden (später auch Herr auf der Alten Burg in Nörvenich) mitsamt dem Stadelhof neben der Kirche. Wie sehr derartige Transaktionen der hier genannten Akteure politisch bestimmt waren, zeigt sich auch am Haus Are-Hochstaden. Ihm entstammte auch Konrad, von 1238 bis 1261 Erzbischof von Köln.
Albertus Magnus entschied am 1. Mai 1249 in Köln über die Besetzung der Pfarrstelle. Das Patronatsrecht war noch je zur Hälfte bei Steinfeld und Siegburg. Dietrich Vlaggen, Kanoniker in Lüttich musste aufgrund eines Schiedsspruchs auf das Pfarrrecht verzichten. Steinfeld wurde ermächtigt, die Stelle des Pfarrers nach eigenem Ermessen zu besetzen. Die im Ort predigenden Dominikanermönche mussten den Hochkirchenern mitteilen, dass sie den Abt von Steinfeld als Pfarrer anzuerkennen und ihm zu gehorchen hatten.
Den restlichen Teil des Patronats hielten 1258 die Edelherren zu Wickrath. Sie gaben ihn an die Prämonstratenser der Abtei Hamborn, die 1299 ihre Rechte an ihre Ordensbrüder in Steinfeld abtraten. Seitdem war das kleine Gotteshaus in Hochkirchen der Abtei inkorporiert. Wohl seit dieser Zeit versahen Steinfelder Mönche den Pfarrdienst und wohnten im Stadelhof, von dem aus sie auch die Güter verwalteten. Die Abtei Steinfeld erhielt 1495 auch den Siegburger Anteil und war damit die alleinige Zehntherrin der Pfarre Hochkirchen.

## Entwicklung des Kirchengebäudes

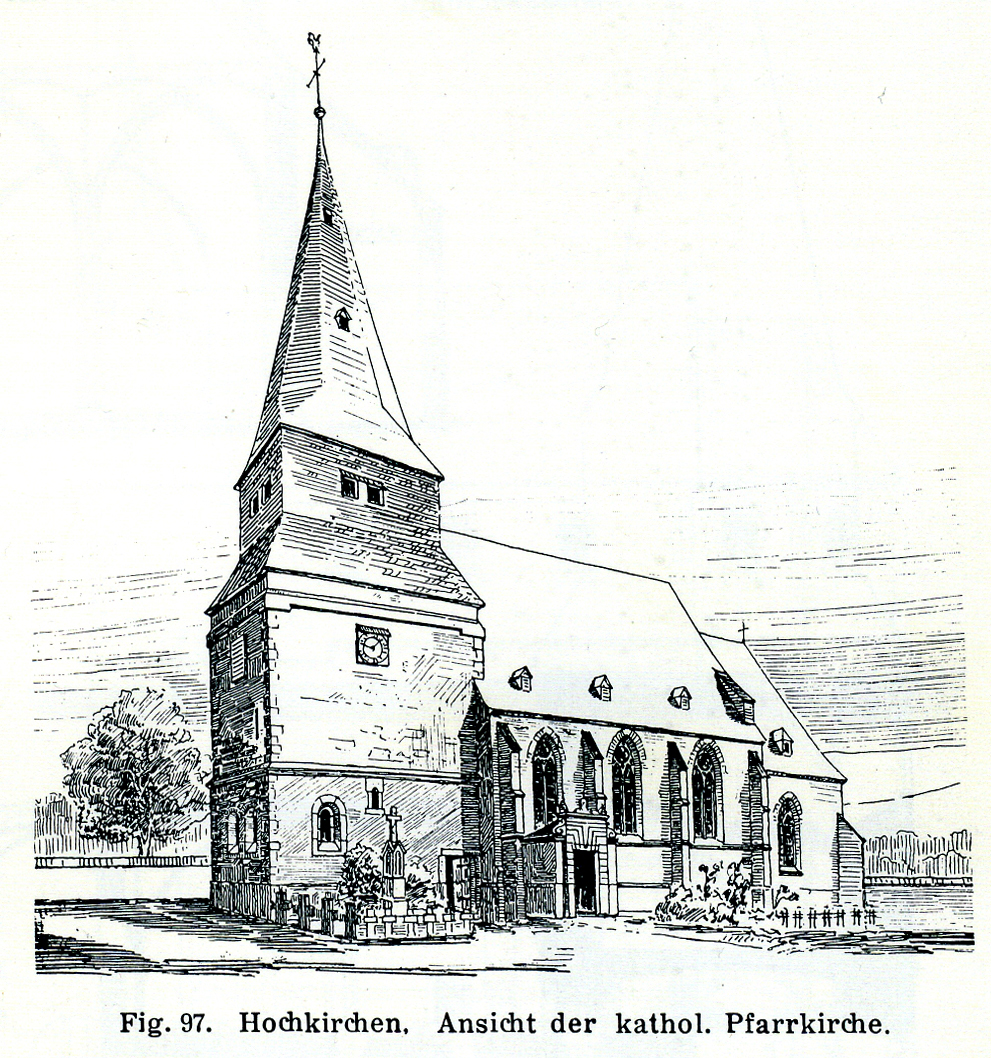
Ansicht von Südwesten

Die erste Steinkirche mit einem kleinen Turm wurde um 1100 am heutigen Standort erbaut. Etwa um 1180 entstand eine dreischiffige flachgedeckte Basilika mit westlichem Turm, nachdem der alte Turm abgebrochen worden war. In das erste Turmgeschoss wurde die Michaelskapelle eingebaut (1981/82 restauriert). 1983 wurden der Turm und 2004 das Kirchenschiff mit einer hellen Putzschicht versehen.
Nach Renard hatte sich neben Teilen der Turmanlage der Kirche auch das Mauerwerk des damaligen Kirchenschiffs erhalten, das in den Umbauten der spätgotischen Zeit aufgegangen war. Durch die Arbeiten des 15. oder 16. Jahrhunderts war aus dem damaligen Mittelschiff und dem südlichen Seitenschiff eine Halle geworden.

### Kirche und Gemeinde im 17./18. Jahrhundert
1642 wurde die Region um Hochkirchen durch hessisch-weimarische Truppen (Hessenkrieg) verwüstet. Dörfer und Kirchen wurden zerstört, Bewohner beraubt, verschleppt, ermordet oder in die Flucht getrieben, sodass ganze Landstriche entvölkert waren. Ein Nörvenicher Geistlicher, Pastor Conradus Flocken, notierte, dass auch die Orte des Kirchspiels Hochkirchen betroffen und bis 1648 fast unbewohnt waren. Möglicherweise ist diesen Ereignissen auch eine teilweise Zerstörung der erst im 16. Jahrhundert umgebauten Kirche St. Viktor zuzuschreiben, deren Gemeinde wohl erst in Jahrzehnten wieder wuchs.
Der Autor vermutet, dass aus eigenen Kräften die damalige Gemeinde des Kirchspiels Hochkirchen nicht in der Lage gewesen sein dürfte, die Kriegsschäden an der Kirche und dem Inventar zu beheben. Es half wohl der in der Region ansässige Adel, also die Familien von Neurath, von Merode, von Scharfenstein, von Gymnich oder von Goir, von denen einige in der Kirche eine Familiengruft erhielten. Besonders half jedoch die Abtei Steinfeld als Patronatsherr. Im Dezember 1695 konsekrierte der Steinfelder Abt und Patronatsherr der Kirche in Hochkirchen, Theodorus Firmenich, in der Kirche St. Viktor einen Hochaltar, den er gestiftet hatte. In der Konsekrationsurkunde gab es jedoch keinen Hinweis auf Baujahr und Baumeister oder sonstige Einzelheiten. Geweiht wurde der Altar „zur Ehre des heiligen Viktor und seiner Gefährten aus der thebäischen Legion sowie der heiligen Katharina und der heiligen Barbara.“
1747 wurde durch Hinzufügung eines niedrigen Nebenschiffes an der Nordseite und der Umgestaltung der bisherigen Nordwand in eine Arkadenwand aus der zweischiffigen Hallenkirche eine dreischiffige Mischung aus Halle und Pseudobasilika. Auf diese Umbauten verweist die als eiserner Maueranker eingelassene Jahreszahl 1747 über den Arkadendurchgängen zum Nebenschiff.
Das Kircheninnere ist heute im Bereich des dreijochigen Hauptschiffes eine zweischiffige Halle, deren Kreuzgewölbe auf zwei schlanken achteckigen kämpferlosen Pfeilern, auf entsprechenden Diensten an der Nordseite und auf spätgotischen Konsolen in den Ecken und an der Südwand ruhen.

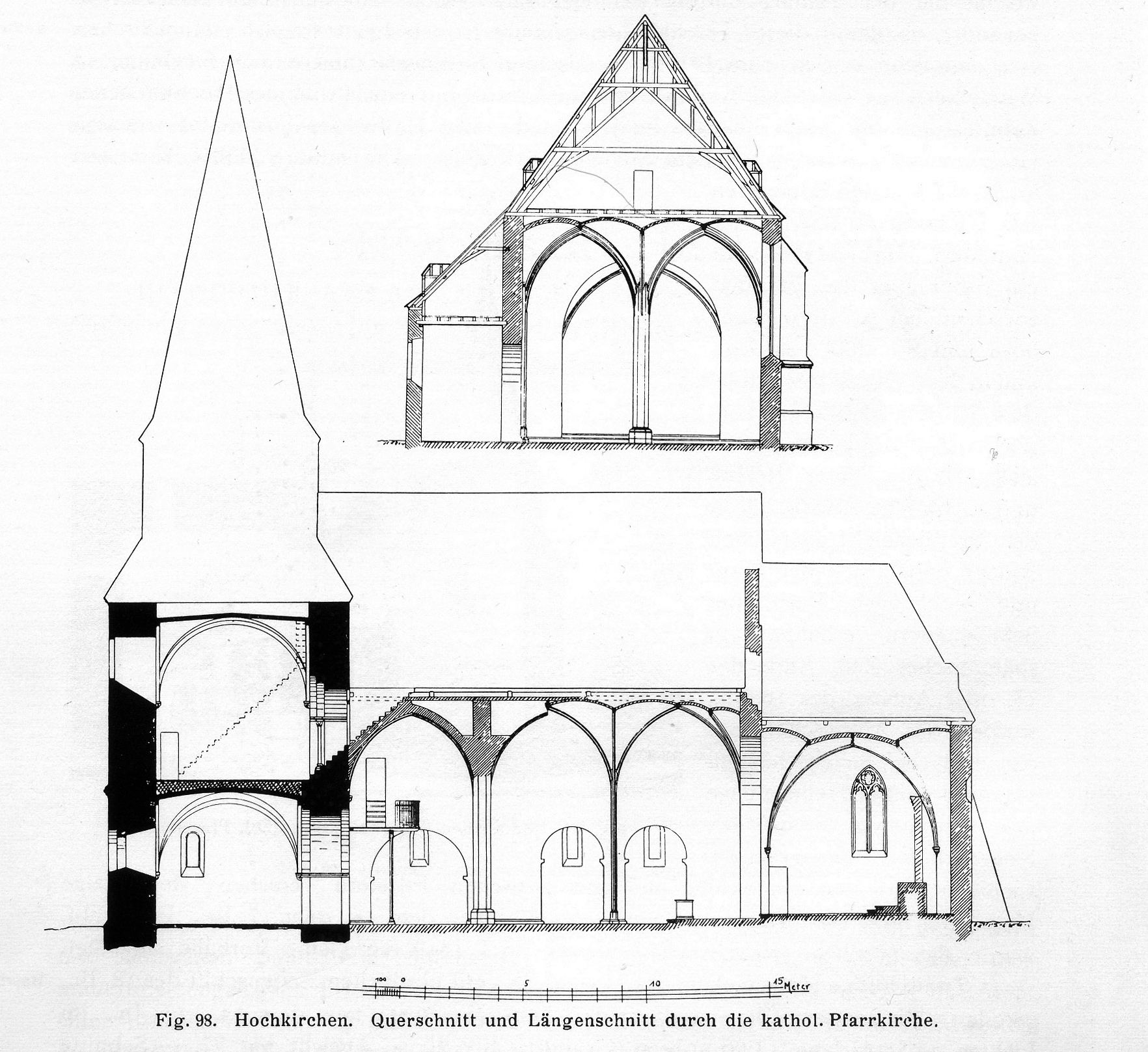
Quer- und Längsschnitt der Kirche am Ende des 19. Jahrhunderts

## Baugeschichte, Baugefüge
Schon Renard, der als Leiter des Denkmalarchivs der Rheinprovinz über die besten Quellen verfügte, berichtete, dass sich von der einst romanischen Anlage Teile des kompakten Turms und Reste des Kirchenschiffsmauerwerks erhalten hätten. In spätgotischer Zeit vom Ende des 15. bis in die Anfangsjahre des 16. Jahrhunderts seien Mittelschiff und südliches Seitenschiff miteinander verbunden und das Gotteshaus in eine zweischiffige Hallenkirche mit niedrigem nördlichen Nebenschiff umgewandelt worden. Der geostete Rechteckchor wurde eingewölbt und erhielt gotische Fenster. Der aus dem 16. oder 17. Jahrhundert stammende Helm wurde 1907 restauriert. Das Seitenschiff der Nordseite musste erneuert werden. Das veränderte Bauwerk hatte eine lichte Länge von 23,5 und eine Breite von 13,60 Metern.
Da die Weltkriege St. Viktor nicht direkt in Mitleidenschaft gezogen hatten und die Aktivitäten des Denkmalschutzes bereits im 20. Jahrhundert wirksam wurden, hielten sich die nach der ersten Bauaufnahme eingetretenen Veränderungen der Bausubstanz in Grenzen.

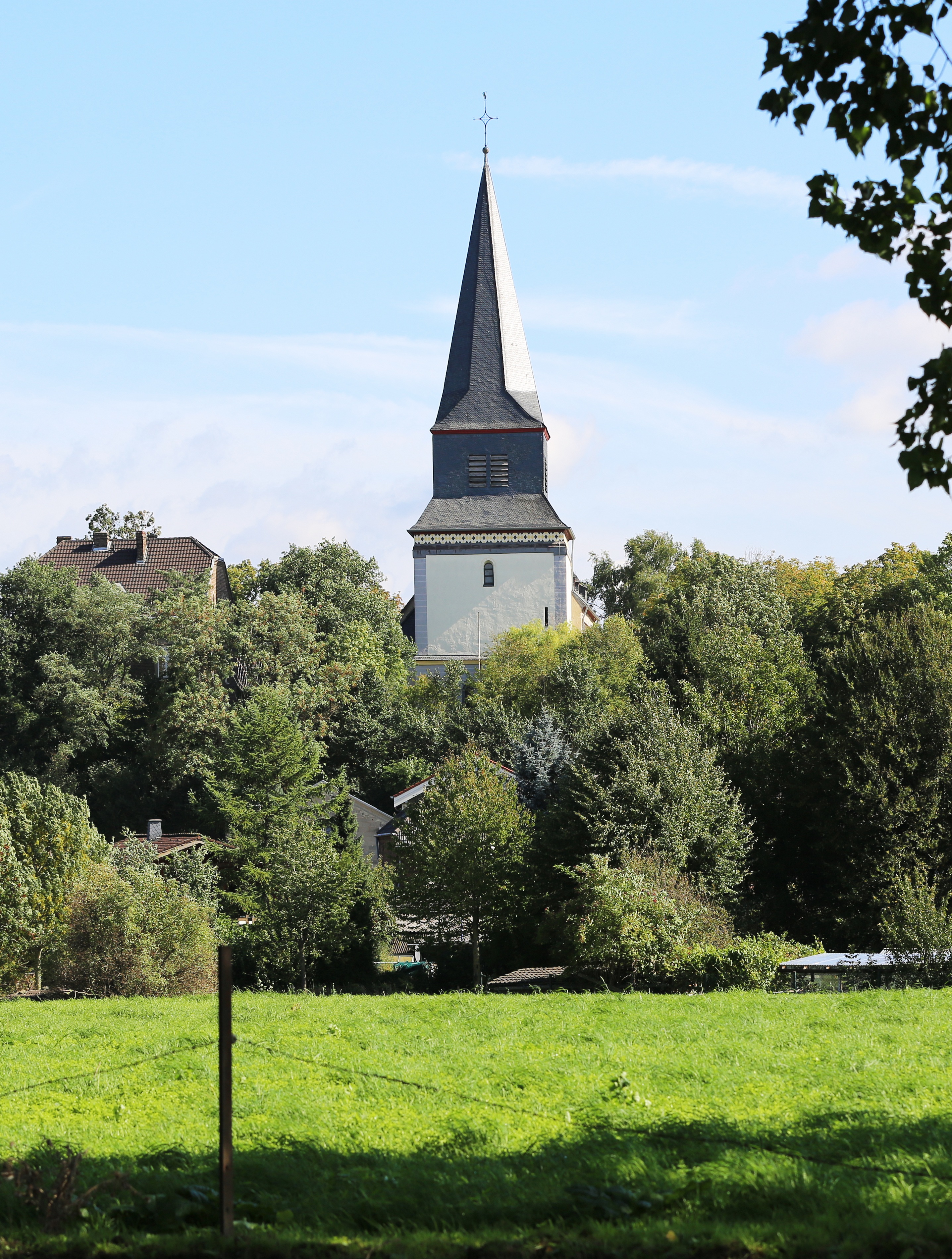
Turm von Westen

### Die Geschosse des Turms
Der mächtige Turmbau stammt aus dem 12./13. Jahrhundert, in seinen Mauern wurden jedoch auch Baustoffe aus der Römerzeit festgestellt. Er wurde überwiegend aus Sandsteinquadern und Tuffsteinen mit einer Eckquaderung aus grob behauenem Werkstein errichtet. Dem nahezu quadratischen, etwas tiefer als Langhaus und Chor liegenden kompakten Unterbau wurde ein Obergeschoss und zur Aufnahme des Glockenstuhls eine vierseitige, leicht einkragende und beschieferte Glockenstube aufgesetzt. Im 16./17. Jahrhundert wurde der obere Turmabschluss als achtseitige geschieferte Haube errichtet. Ebenfalls zu dieser Zeit erhielt der Turm an der Nordseite ein kleines Treppentürmchen. 1907 wurde der Turm umfassend restauriert, erhielt jedoch noch nicht die heutige Helmgestaltung. Dies wird durch den Vergleich der Zeichnung von 1907 mit den aktuellen Fotografien ersichtlich. So scheint der Helm von heute etwas höher und daher schlanker zu wirken. Weiter befindet sich ein kleines Fenster und die darunter befindliche Luke – die wohl dem Hochhieven von Baumaterial dient – im Jahr 1907 an der Westseite des Helms, wogegen sie sich heute mittig zum Dachfirst des Kirchenschiffs an der Ostseite befinden. Die Zeichnung aus der Zeit des beginnenden 20. Jahrhunderts zeigt außerdem eine in der Höhe des ersten Obergeschosses in die Südwand eingebaute Turmuhr, die nicht mehr vorhanden ist.

#### Turm- beziehungsweise Taufkapelle

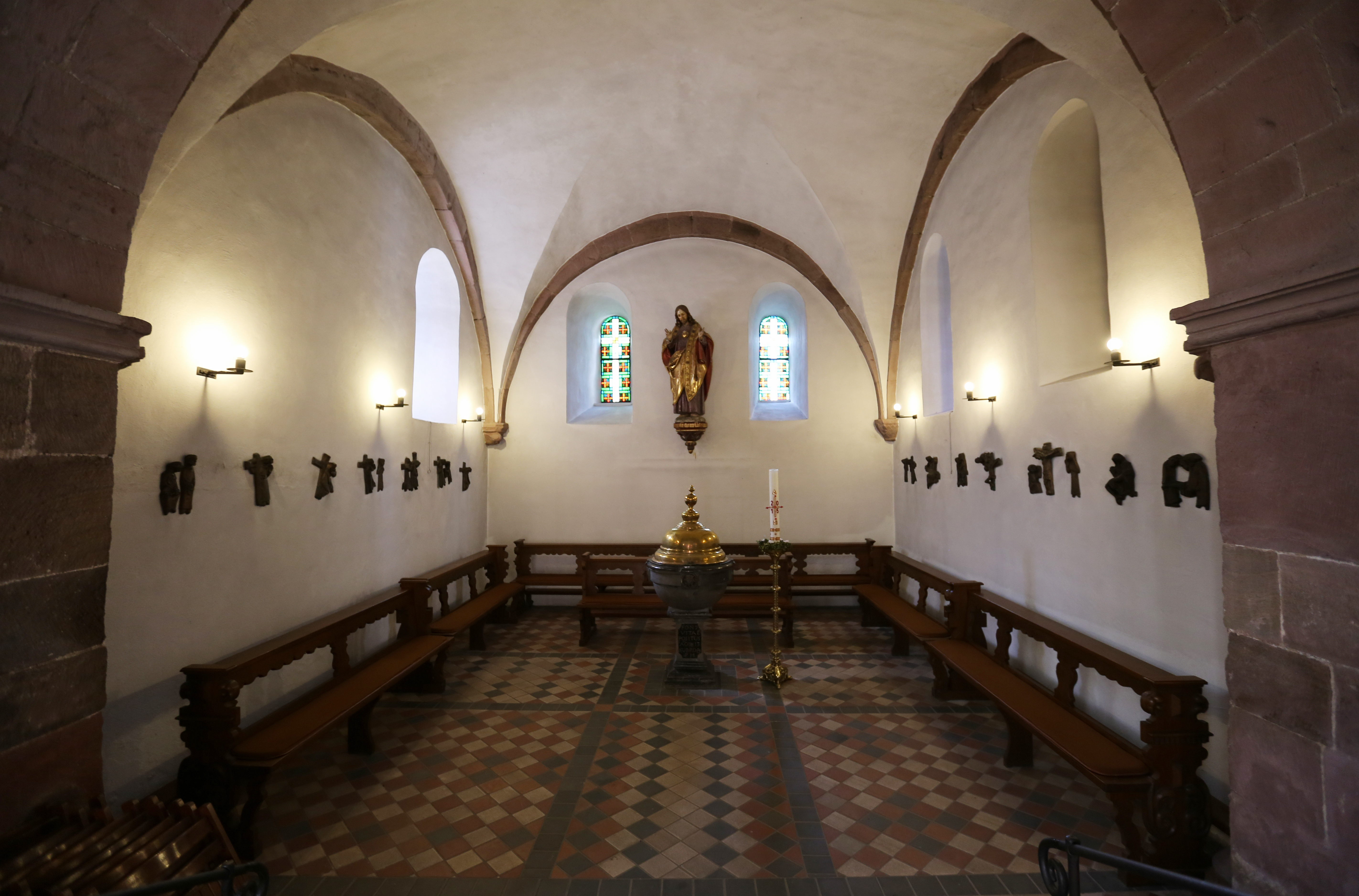
Taufkapelle

Die Kapelle des Turmuntergeschosses liegt etwas tiefer unter dem Niveau des sich nach Osten anschließenden Langhauses und verfügt über keinen Ausgang ins Freie. In den drei Wandseiten sind romanische Rundbogenfenster eingearbeitet, davon zwei nach Westen mit abgesteppten Gewänden aus Werkstein, zwei weitere nach Norden (davon das östliche verblendet) und eines zur Südseite. Über dem Raum ist ein weißgetünchtes Kreuzgratgewölbe eingezogen, das auf ockerfarbenen Konsolen ruht. Diese tragen in den Ecken Pflanzenornamente oder die Gesichter von Fabelwesen als spätgotische Zier. Die Ostseite dominiert ein Bogen aus rotem Sandstein, der den Raum über einige Stufen unterhalb der Orgelempore mit dem Langhaus verbindet. Der Fußboden ist mit modernen kleinen Keramikkacheln in schwarz-weiß-roter Farbe ausgelegt. Deren geometrische Anordnung und Farben bilden einen Kontrast zu den weißgetünchten Wänden. Die Ausstattung der Kapelle ist karg. An den drei Seiten stehen Holzbänke, die zusammen mit dem mittig stehenden Taufstein von 1813 eine zentrale Raumwirkung schaffen. Neben dem Taufstein sind eine sakrale Skulptur in der Mitte der Westwand und kleine hölzerne Plastiken der 14 Kreuzwegstationen der einzige Schmuck.

#### Michaelskapelle

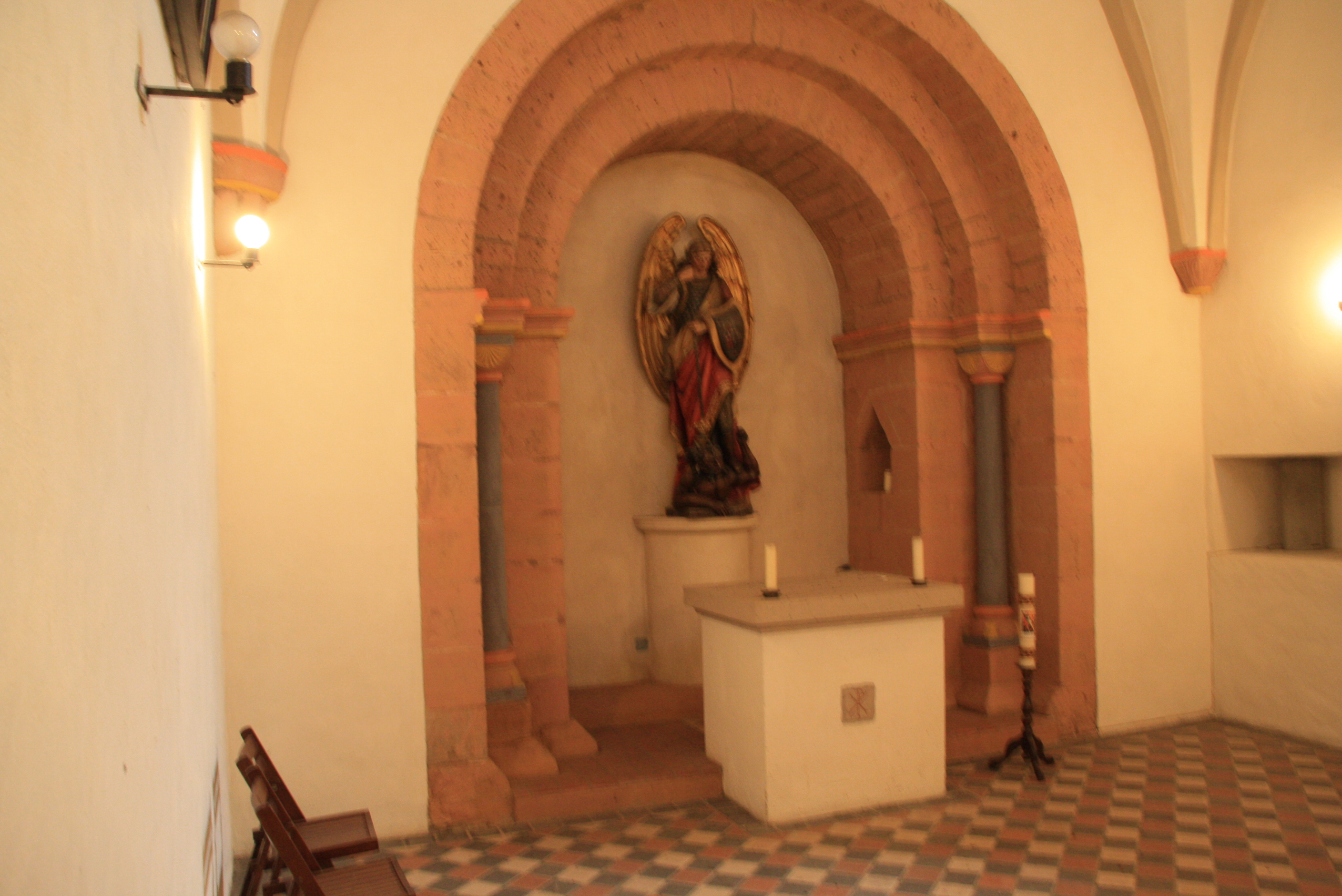
Die Michaelskapelle

Ausgehend vom Westende des Langhauses führt eine Treppe in der Südwand des Turms zu der Michaelskapelle im ersten Obergeschoss. Sie ist wie die Taufkapelle unter ihr mit einem auf Konsolen ruhenden Kreuzgratgewölbe ausgestattet.
Die Kapelle war ursprünglich durch einen romanischen Bogen auf schlanken Säulen mit Würfelkapitellen nach Osten zum Kirchenschiff hin geöffnet. Säulen mit als Fächerrosetten ausgearbeiteten Kapitellen und das profilierte Gesimse des romanischen Sandsteinbogens haben die Jahrhunderte unbeschadet überdauert. Sie flankieren die vor einer geschlossenen Wand aufgestellte Figur des Erzengels Michael und dienen mit dem davor aufgestellten Altartisch als Altarnische. Da ein früherer Zugang zur Empore bestand, dürften die Säulen und der Bogen im Untergeschoss der Durchgang gewesen sein, hinter dem ein Blick in das Kirchenschiff möglich war.
Früher soll der Kapellenraum im ersten Turmgeschoss in desolatem Zustand gewesen sein. Unter Pfarrer Klaus Dors wurde er 1981/82 verputzt. Die schwarz-weiß-roten Fußbodenplatten wurden in geometrischen Formen verlegt. Ein kleiner Altar und eine Figur des heiligen Michael wurden aufgestellt und die beiden Fenster 1984/85 mit farbigem Glas des Kölner Künstlers Hans Lünenborg versehen. Im Westfenster sieht man außer einem Gnadenstuhl und einem Opferstein den heiligen Viktor, jedoch ohne Waffen, mit denen er normalerweise dargestellt wird. Stattdessen trägt er eine blutende Rose als Hinweis auf sein Martyrium. Das Südfenster zeigt den heiligen Hermann-Josef bei der mystischen Vermählung mit der Gottesmutter, die er besonders innig verehrte. Als Gewölbeschlussstein dient eine Drachenplastik des Kölner Bildhauers Jochem Pechau.
Die Turmobergeschosse mit der dem Erzengel Michael geweihten Kapelle sind nicht frei zugänglich.

#### Glockenkammer

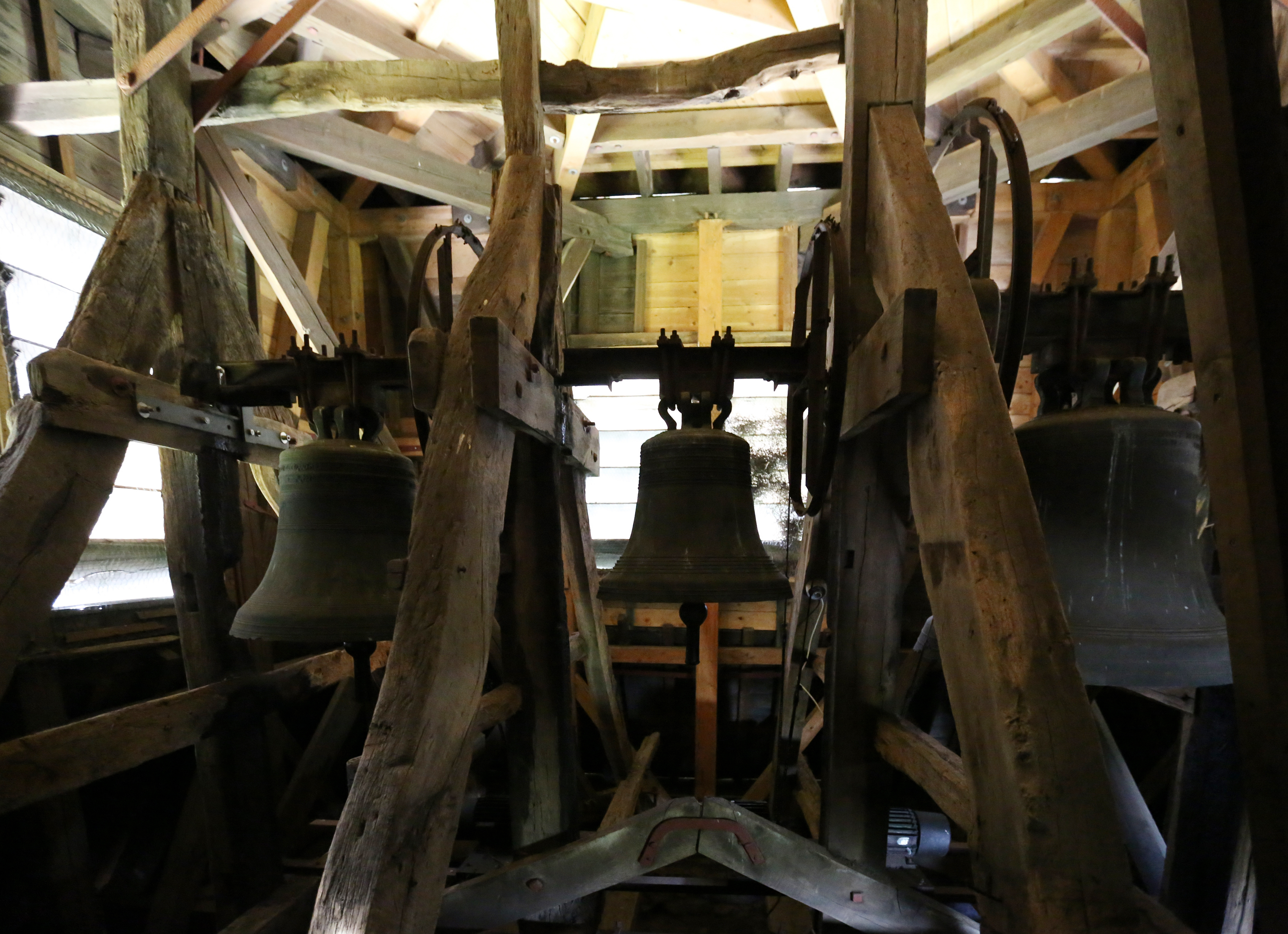
Glockenstuhl St. Viktor

Von der Michaelskapelle steigt man an deren Nordseite eine steile Treppe an der Turmwand hinauf. Sie beginnt hinter einer Rundbogenöffnung und macht an einem kleinen Absatz einen leichten Bogen ins Glockengeschoss. Der dortige Glockenstuhl ist mittig aufgebaut und ruht mittlerweile auf einer stabilen Basis aus Stahlprofilträgern, die schon seit geraumer Zeit die reinen Balkenkonstruktionen aus Eichenholz abgelöst haben. Der Rest ist nach wie vor eine Ansammlung von Balken, Leitern und Verstrebungen, die für den Laien schwer zu durchschauen ist. Die drei Schallöffnungen befinden sich passend in der Höhe der Glocken und sind nach Süden, Westen und Norden ausgerichtet.
Im Kirchturm läuten heute (wahrscheinlich seit 1807) drei Glocken. Ihre in Kapitalis abgefassten Inschriften lauten nach Renard

„ST. MARIA HEISCHE ICH, DIE LEBENDIGE BEROFFE ICH, DIE DOTTEN BELEUTEN ICH. S. VICTOR PATROENER DER KIRCHEN. – GOTTFRID DINKELMAEYER GOS MICH IN CÖLLEN ANNO 1729.“

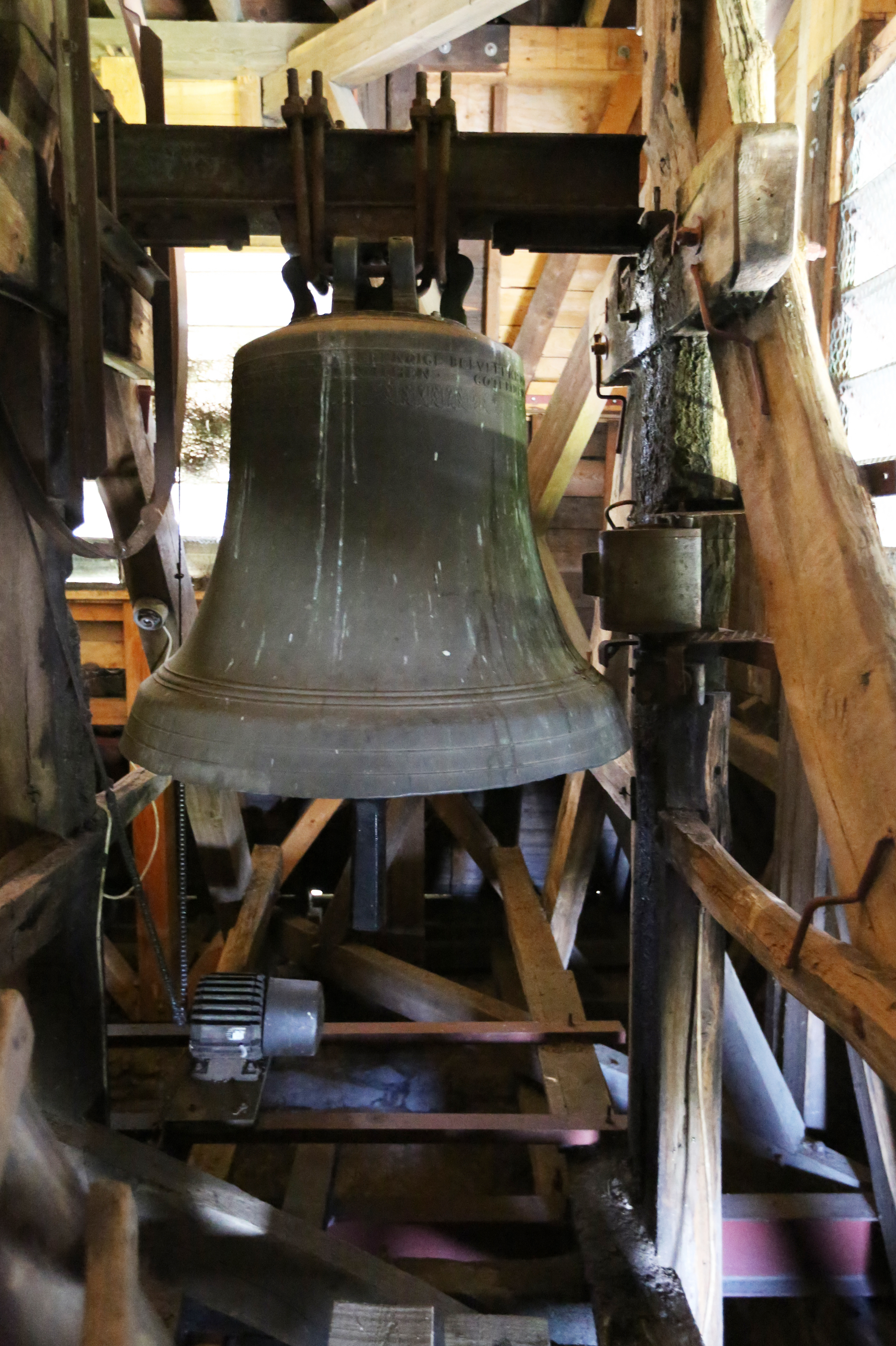
Nach Poettgens Beschreibung die Marienglocke

Die altdeutsche Inschrift der von der Kölner Werkstatt Gottfried Dinkelmeyer gegossenen Marienglocke bedeutet in etwa: St. Maria heiße ich, die Lebenden rufe ich, den Toten läute ich. Sankt Viktor, (Schutz)-Patron der Kirche. Gottfried Dinkelmeier goss mich in Köln.
Meister Dinkelmeier fertigte Glocken in der traditionellen Art Kölner Gießereien und galt als einer der namhaftesten Gießer des 18. Jahrhunderts. Er fertigte zwischen 1711 und 1731 insgesamt 48 Glocken, zwei davon im Jahr 1729, deren eine für ST. Josef in Düren und die andere für St. Viktor gegossen wurde.

„AD HONOREM DEI OMNIPOTENTIS ET S. VICTORIS MARTYRIS SUB LUDOVICO MULEN PASTORE RENOVATA SUM ANNO 1665, MENSE AUGUSTO, PER MAGISTRUM GODEFRIDUM VON STOMMEL.“

Diese lateinische Inschrift lautet sinngemäß: Ich bin zu Ehren des allmächtigen Gottes und des Märtyrers St, Viktor unter Pastor Ludwig Mullen renoviert worden im Monat August im Jahre 1665 von meister Gottfried von Stommel.
Für die zu Ehren des hl. Viktor ist aus Bronze gegossene Glocke gibt es unterschiedliche Angaben. Ihr Durchmesser (mm), ihre Schlagringstärke (mm) oder ihre Proportion (Dm/Sr) ist wie auch der Schlagton nicht angegeben, wohl aber das Gewicht von ca. 1350 kg. Andere wichtige Daten der Glocke differieren. Renard nennt den Glockengießer Godefridum von Stommel und Poettgen nimmt an, dass er wahrscheinlich Cord von Stommel hieß. Renard nennt als Jahr des Glockengusses „Anno 1665“, und eine andere Quelle – die in ihrem Unterlagenverzeichnis ebenfalls den Band von Paul Clemen, Bonn. (1866–1947) anführt – nennt das Jahr 1649. Da auch Cord von Stommel nicht in der Mitte des 17. Jahrhunderts genannt wird und wie oben dargestellt „1642“ die Region um Hochkirchen durch hessisch-weimarische Truppen (Hessenkrieg) gerade verwüstet wurden, erscheint die Angabe des Gusses für das Jahr 1649 für diese Glocke wenig wahrscheinlich, man hatte wohl andere Sorgen.

„S. MARTINUS. OMNIS SPIRITUS LAUDET DOMINUM. REVERENDUS DOMINUS PASTOR NORBERTUS HORICHEM. THEODORUS AB ENTZEN. WILHELMUS HELCACUS (?) ANNO 1649.“

Die Martinusglocke soll im Jahr 1807 für St. Viktor erworben worden sein. Zu ihr gibt es derzeit nur die Angaben Renards und ein paar Informationen aus der nun folgenden Hochkirchener Chronik.
Im Kriegsjahr 1942 wurden zwei der Glocken beschlagnahmt, die St. Marien- und die St. Viktorglocke. Ihr Material sollte eingeschmolzen und zu Rüstungszwecken verwendet werden. Fünf Jahre nach ihrem Abtransport wurden die Hochkirchener Glocken unversehrt auf einem für diese Zwecke benutzten Sammelplatz in Hamburg entdeckt und konnten nach Hochkirchen zurückgeholt werden. Hochkirchener Familien stellten freiwillige Helfer und einen Lastwagen für den Heimtransport bereit. Im Oktober 1947 wurden sie in einer feierlichen Prozession zur Kirche geleitet und befanden sich noch vor Allerheiligen wieder an ihrem angestammten Platz im Glockenstuhl des Kirchturms. Es sind heute die St. Viktor-Glocke von 1665, die 1649 gegossene St. Martin-Glocke, die jedoch erst nach 1807 aus dem noch heute vorhandenen romanischen Turm der damals aufgehobenen Martinskirche in Zülpich nach Hochkirchen kam und die St. Marien-Glocke von 1729.

### Fenster des Bauwerks

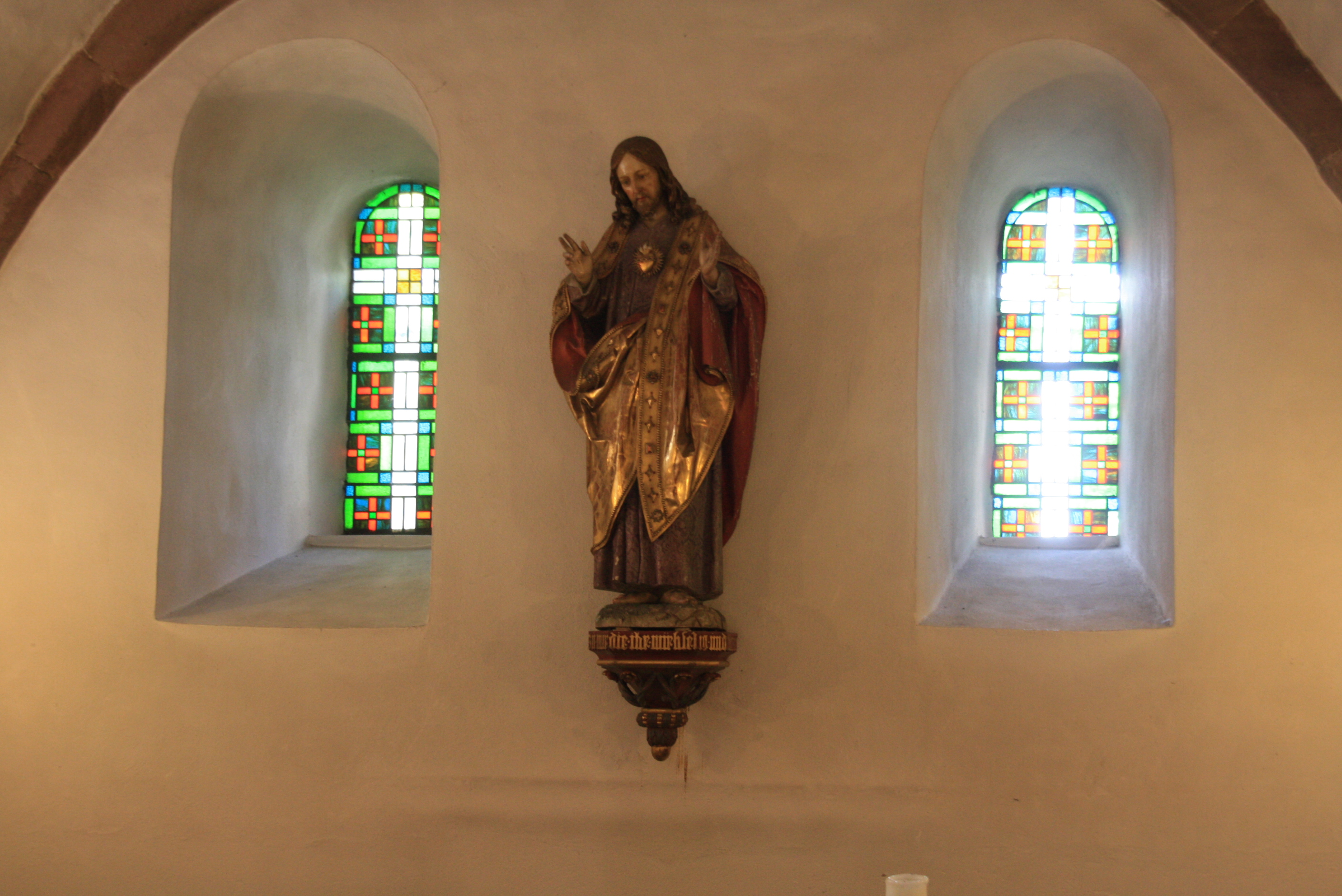
Taufkapelle

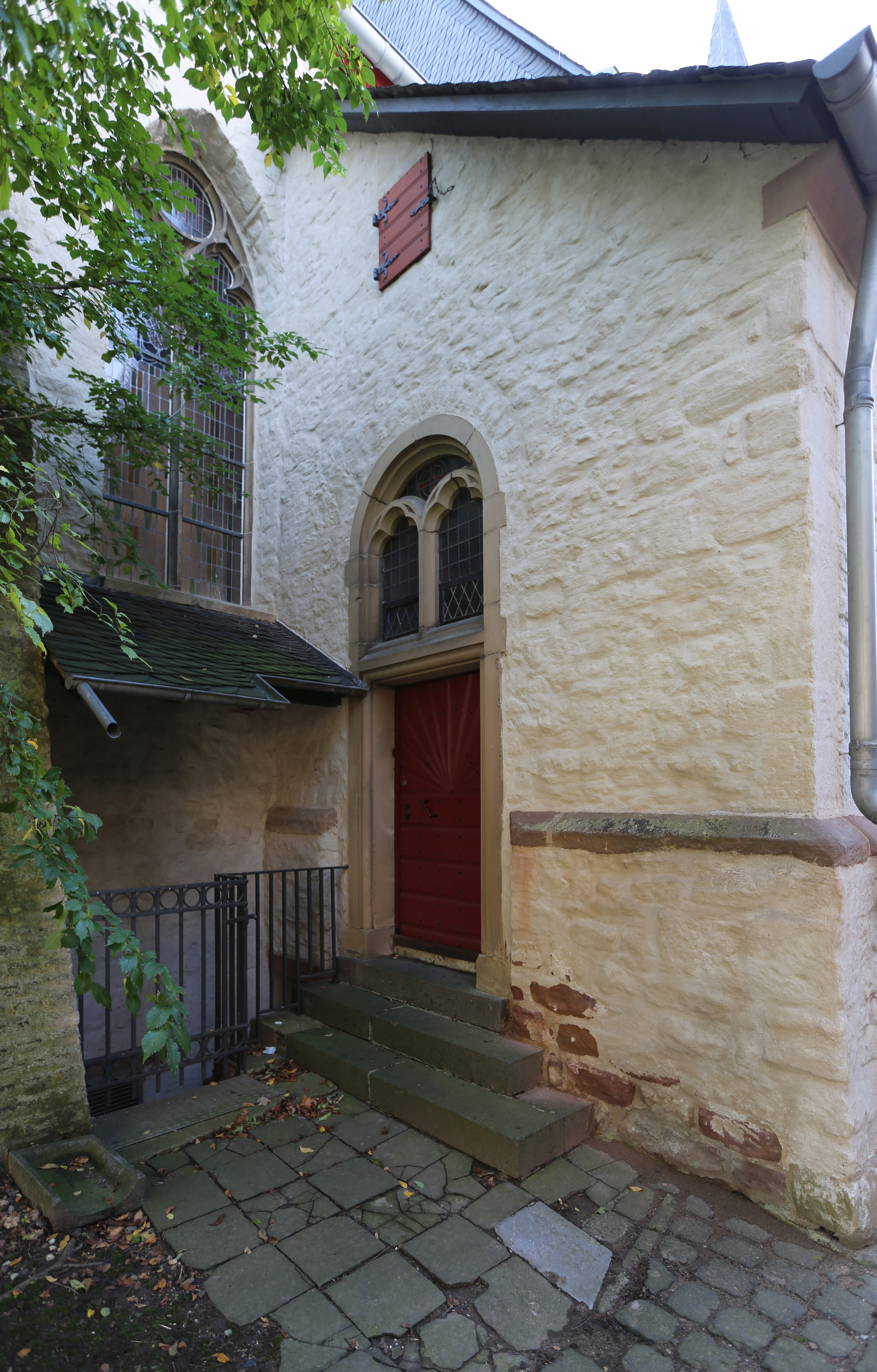
Fenster Chor-Nordseite links und Sakristeifenster

Die Kirche verfügt über eine Anzahl Fenster in unterschiedlichen Baustilen. Dazu gehören romanische Rundbogenfenster in Turm und Nebenschiff sowie spitzbogige spätgotische Fenster mit Maßwerk in der Südwand des Langhauses und im Sakristeianbau. Die bleigefassten Verglasungen wurden im 20. Jahrhundert von unterschiedlichen Künstlern entworfen.

#### Turmfenster
Im Turmgeschoss befinden sich zwei Fenster, Arbeiten des Künstlers Hans Lünenborg (ohne Jahresangabe), deren Motive er als „Heilige“ bezeichnete. Die Materialien sind: Antikglas, Blei und Schwarzlot. Die Kreuzornamente in den Fenstern der Taufkapelle sind Arbeiten des Künstlers Franz Melchior des Jahres 1947 aus Kathedralglas und Blei.

#### Langhaus
In den drei hohen Südfenstern des Kirchenschiffs befinden sich Arbeiten ohne Jahresangabe eines unbekannten Künstlers. Im westlichen Fenster neben den Eingang überwiegt eine abstrakte Ornamentik, lediglich im oberen Maßwerk ist als christliches Symbol eine Taube dargestellt. Als Werkstoff ist Antikglas und Blei angegeben.
Für das mittlere Fenster gelten fast die gleichen Angaben, im oberen Maßwerk wird hier als christliches Symbol ein Fisch dargestellt. Auch für das östliche Fenster des Langhauses ist weder Künstler noch Jahr angegeben. Es zeigt im oberen Maßwerk als christliches Symbol das Auge Gottes. Auch hier war das verwendete Material Antikglas und Blei.

#### Chor und Sakristei
Das Südfenster im Chor besteht aus einem zweigeteilten gotischen Maßwerk und zeigt im oberen Bereich Motive der christlichen Symbolik. Links nährt ein Pelikan  seine Jungen mit seinem Blut. Rechts gibt ein gefülltes Fischernetz wohl einen Hinweis auf „Menschenfischer“ (Mk 1,17 EU). Es ist ein Werk des Künstlers Franz Melchior aus dem Jahr 1947. Als verwendetes Material wurde Kathedralglas, Blei und Schwarzlot angegeben.
Das Nordfenster im Chor, ebenfalls zweibahnig, zeigt links zwei Lämmer und rechts einen Hirsch an der Quelle. Es ist ebenfalls ein 1947 entstandenes Werk von Franz Melchior, der auch hier die Werkstoffe Kathedralglas, Blei und Schwarzlot verwendete. Das Fenster über der Außentür der Sakristei enthält schlichte Rechteckmuster unter dem Kreuzsymbol. Künstler und Jahr sind nicht angegeben, die verwendeten Materialien sind auch hier Kathedralglas und Blei.

### Nebenschiff

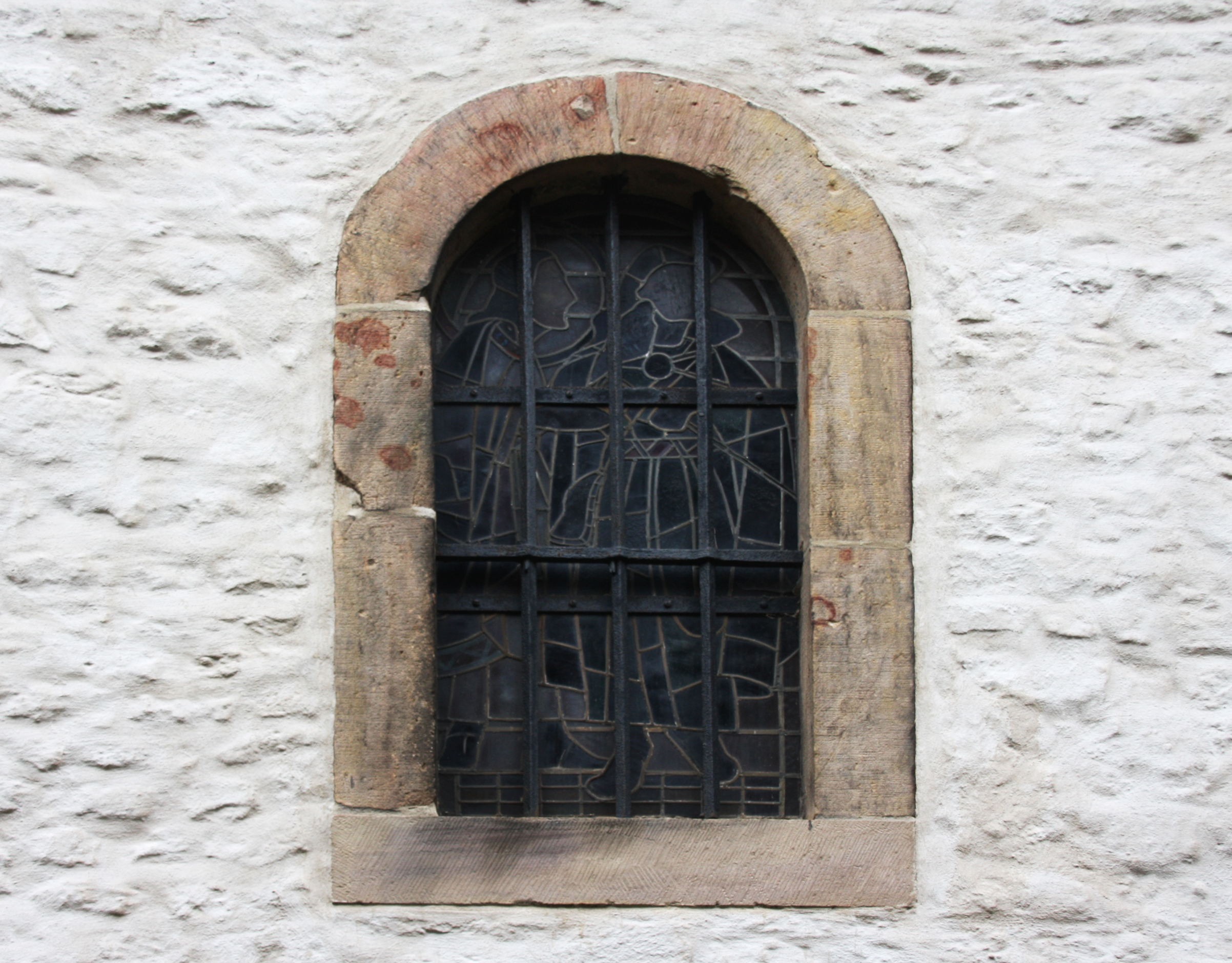
Romanisches Rundbogenfenster im Nebenschiff

Das Nebenschiff ist mit drei neoromanischen Rundbogenfenstern ausgestattet, deren Bleiglasfenster ebenfalls von dem Künstler Franz Melchior aus dem Jahr 1947 stammen. Zwei der Fenster haben die gleiche Thematik einer Bibelszene nach der Auferstehung des Herrn zum Inhalt. Das erste zeigt Jesus mit Nimbus und einen von ihm abgewandten Begleiter oder Jünger, der ihn nicht erkennt. Das zweite zeigt die gleichen Personen. Jesus gab sich zu erkennen, denn nun kniet der Jünger vor ihm. Beide Ausführungen stammen von Franz Melchior, 1947. Antikglas/Blei/Schwarzlot, Signatur: Glasmalerei Franz Melchior Köln. Die dritte Glasmalerei des Seitenschiffs zeigt einen Fisch an einer Quelle. Auch dies ist ein Werk Franz Melchiors aus dem Jahr 1947, für das Antikglas, Blei und Schwarzlot verwendet wurden.

### Langhaus, Chor und Sakristei

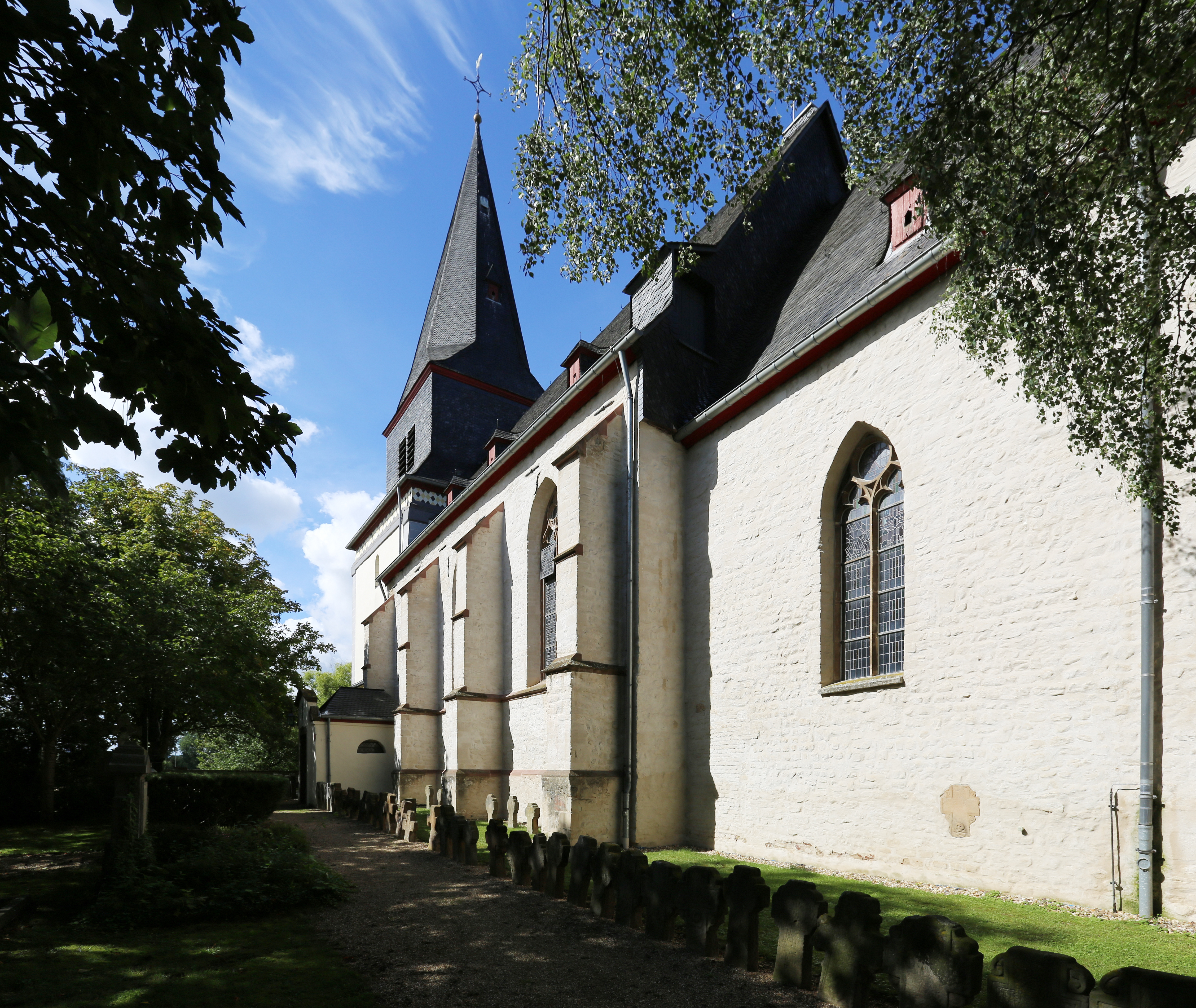
St. Viktor Südseite, Langhaus Eingang, Chor

#### Langhaus
Das Langhaus der Kirche zwischen Turm und Chor hat ein schiefergedecktes Satteldach mit drei Gauben und einen kleinen Dachaufbau im Osten mit einer Luke. Es besteht aus drei Jochen. Seine doppelt abgetreppten, mit Schiefer gedeckten Strebepfeiler verleihen dem Baukörper an seiner Südseite eine harmonische Gliederung. Die gotischen Fenster zwischen den Pfeilern haben ein Kaffgesims aus Haustein; darüber befand sich ein hölzernes Dachgesims. Die Spitzbogenfenster waren mit Ziegeln eingefasst und erhielten später ein zweiteiliges Stab- und Maßwerk. Der Zementputz an der Südseite wurde in neuerer Zeit geweißt. Am Ostpfeiler des Langhauses wurden – wohl durch den oben angeführten Archäologen Schoop – über dem Sockel Bruchstücke eines vermauerten Matronensteins festgestellt.

#### Nebenschiff

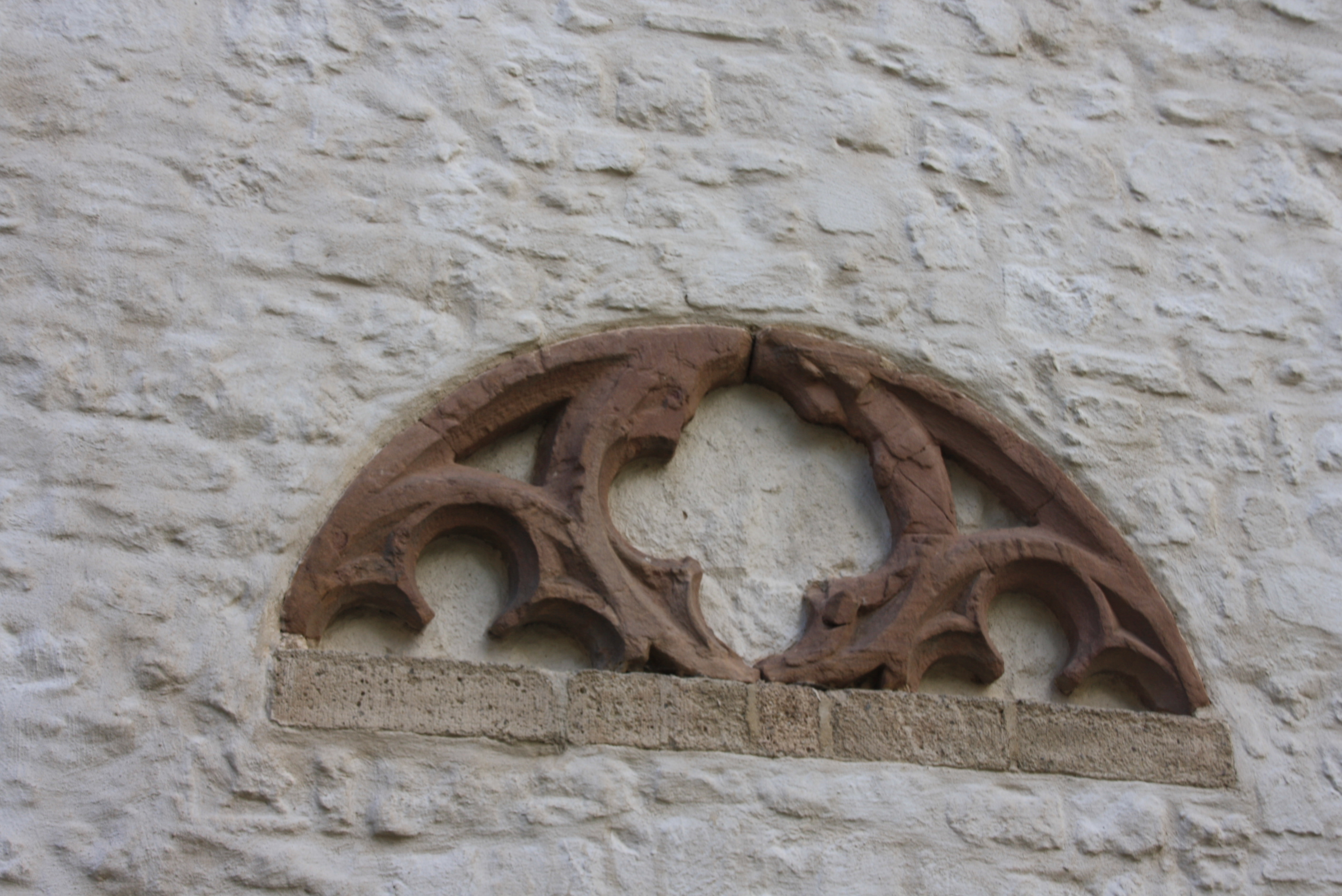
Couronnement eines spätgotischen Rundbogenfensters

Das niedrige Nebenschiff zwischen Sakristeianbau und westlichem Treppentürmchen deckt ein Schieferdach mit drei Gauben. Es ist darunter mit einem Gesims aus Ziegeln abgeschlossen. Das Nebenschiff besitzt drei Rundbogenfenster im romanischen Stil; der kleine Nordzugang der Kirche, nach den beiden östlichen Fenstern weicht davon ab. Er ist rechteckig gestaltet und über ihm befindet sich als eingemauertes Überbleibsel das Couronnement eines spätgotischen Rundbogenfensters. Die Gewände der Fenster und der Tür sind aus Haustein gefertigt.

#### Chor und Sakristei
Östlich dieses Pfeilers schließt sich ein eingezogener Rechteckchor an. Den Druck seines inneren, im 15./16. Jahrhundert eingezogenen Gewölbes fangen je ein Strebepfeiler an der Süd- und Nordseite sowie ein einfaches Stützmauerwerk an seiner Ostwand ab. Oberhalb des Stützmauerwerks befinden sich kleine, heute vermauerte Rundfenster. Süd- und Nordseite erhielten gotische zweigeteilte Spitzbogenfenster, die wie am Langhaus Stab- und Maßwerk erhielten.
Der Nordseite des Chors wurde in neuerer Zeit eine Sakristei angefügt, und auch das Langhaus erhielt einen Anbau. Dies war eine im Jahr 1819 errichtete kleine Vorhalle, die heute als Eingang an Sonn- und Feiertagen dient.

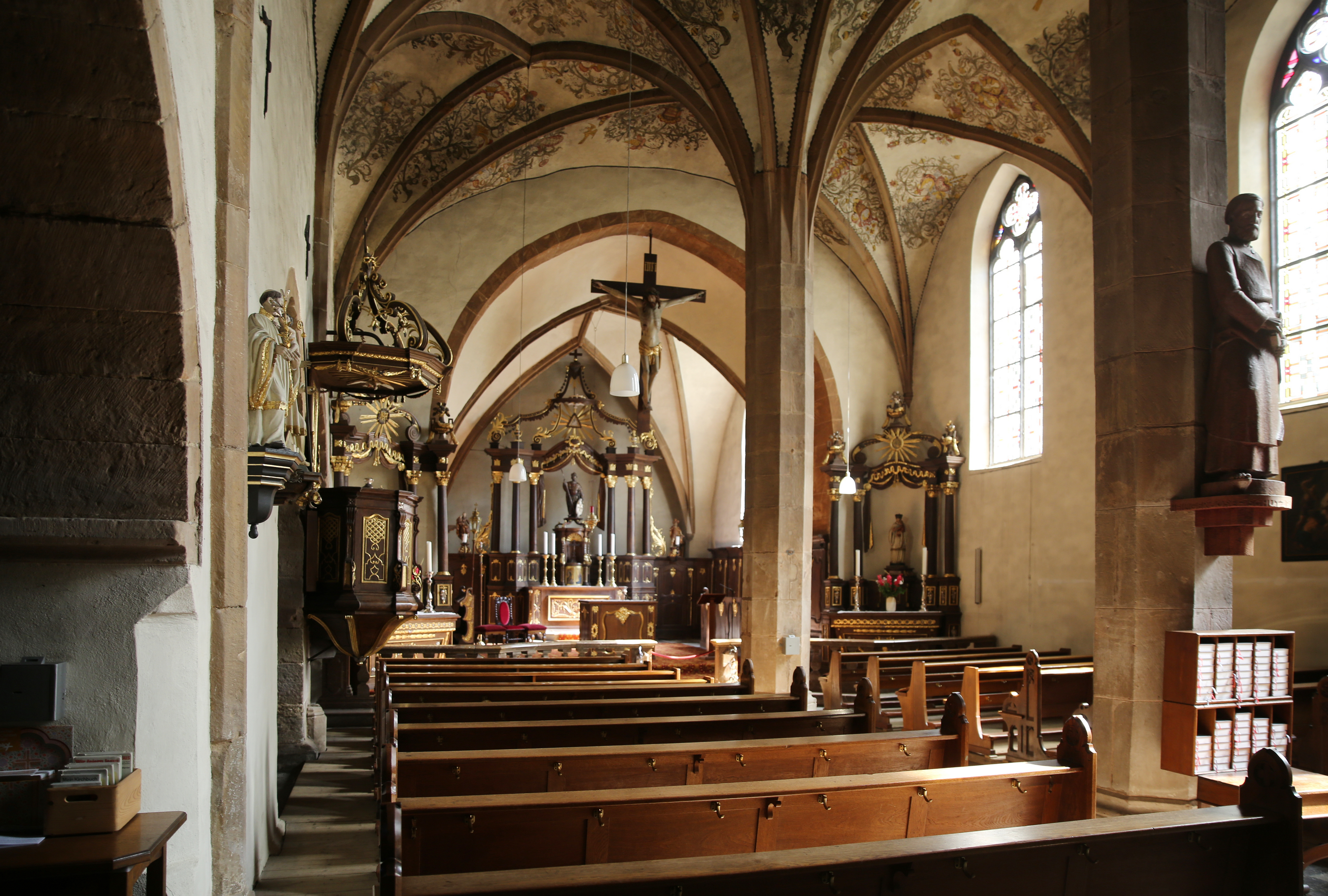
Langhaus nach Osten

## Ausstattung
St. Viktor war spätestens 1494 mit seiner Inkorporation in das Kloster Steinfeld eine Mischung aus Kloster- und Pfarrkirche. Das in dem abgeschiedenen Dorf Hochkirchen erbaute Gotteshaus bot den Menschen mit den im Kirchenjahr wechselnden Ritualen an Sonn- und Festtagen die einzigen Abwechslungen. Da man in St. Viktor nie in den Besitz kostbarer Reliquien gekommen war, blieb auch der Besuch von Pilgern aus, der vielen Wallfahrtskirchen und deren Gemeinden Wohlstand brachte. Daher war der Kirchengemeinde Hochkirchen die Anschaffung teurer Ausstattungsstücke nicht möglich, sie blieb auf Spenden und Vermächtnisse angewiesen.
Die aufeinander abgestimmte Ausstattung im Innenraum wurde in den Anfangsjahren des 19. Jahrhunderts im Stil des Klassizismus gefertigt; wesentliche Teile wurden durch eine Holztäfelung im gleichen Stil zu einer Gesamtkonzeption vereint.

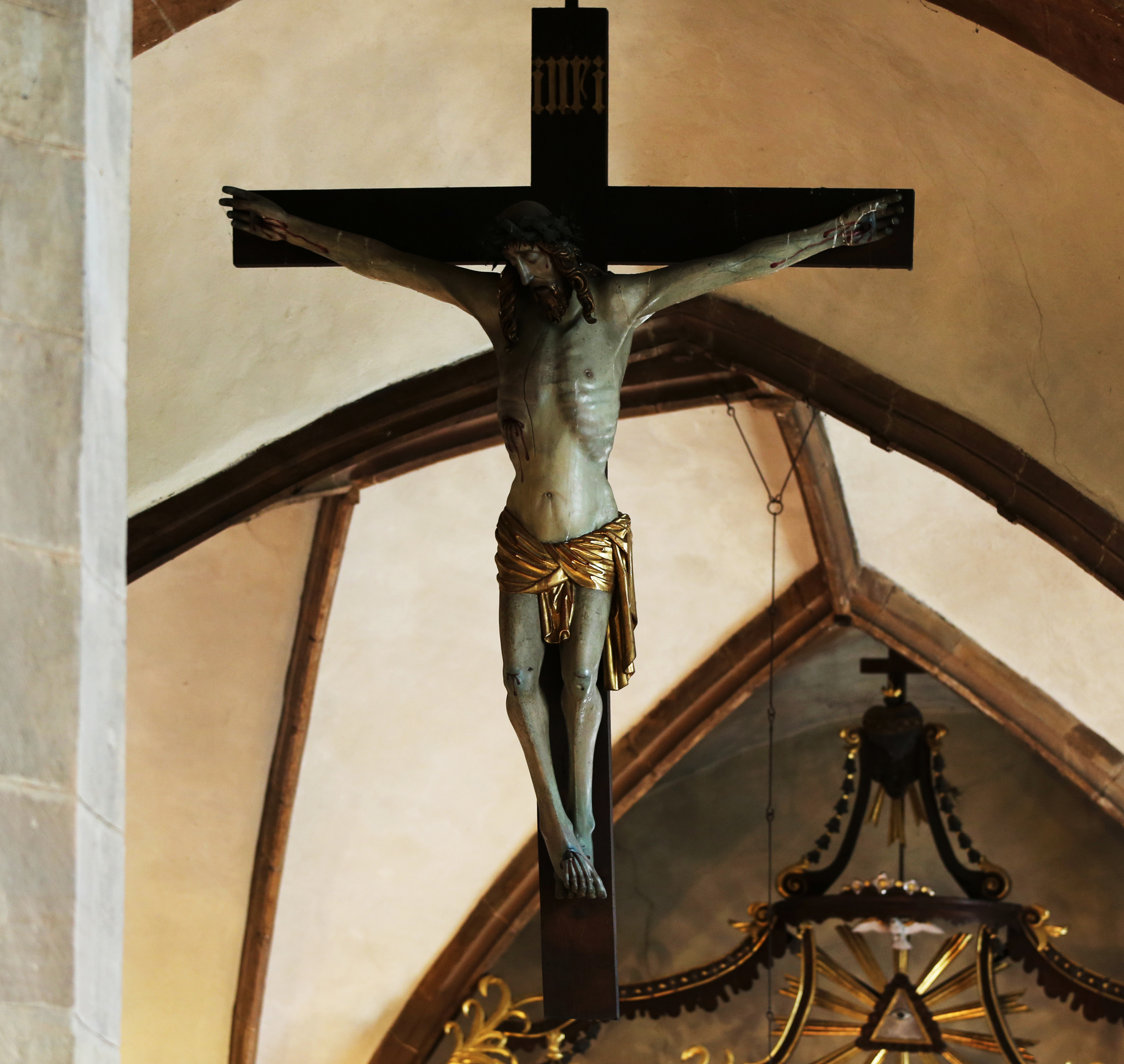
Kruzifixus 16. Jahrhundert

Einziges überkommenes Ausstattungsstück ist ein aus Holz gefertigtes, überlebensgroßes Kruzifix mit einer plastischen Darstellung des Gekreuzigten als Triumphkreuz, das im spitzbogigen Chorbogen hängt. Die spätgotische Arbeit aus dem 16. Jahrhundert wird als „derb“ bezeichnet.
Im Kirchenschatz befand sich auch eine etwa 70 cm hohe Statuette aus Holz – nach Renard die niederrheinische Arbeit eines unbekannten Künstlers – eine weibliche Heilige, geschnitzt in „spätgotischer Manier“. Sie stammte vom Ende des 15. Jahrhunderts und befand sich im neuerbauten Pfarrhaus, jedoch ist ihr Verbleib unbekannt
Der Hochaltar dürfte wohl nur Nachfolger des am 10. Oktober 1695 vom Steinfelder Abt Theodorus Firmenich konsekrierten Altars. Zur Ausstattung gehören noch das Chorgestühl, zwei Nebenaltäre, eine Kanzel, zwei Beichtstühle, der Taufstein von 1813 und die Kommunionbank aus Marmor. Der linke Nebenaltar ist der Gottesmutter geweiht, der rechte dem heiligen Nikolaus.

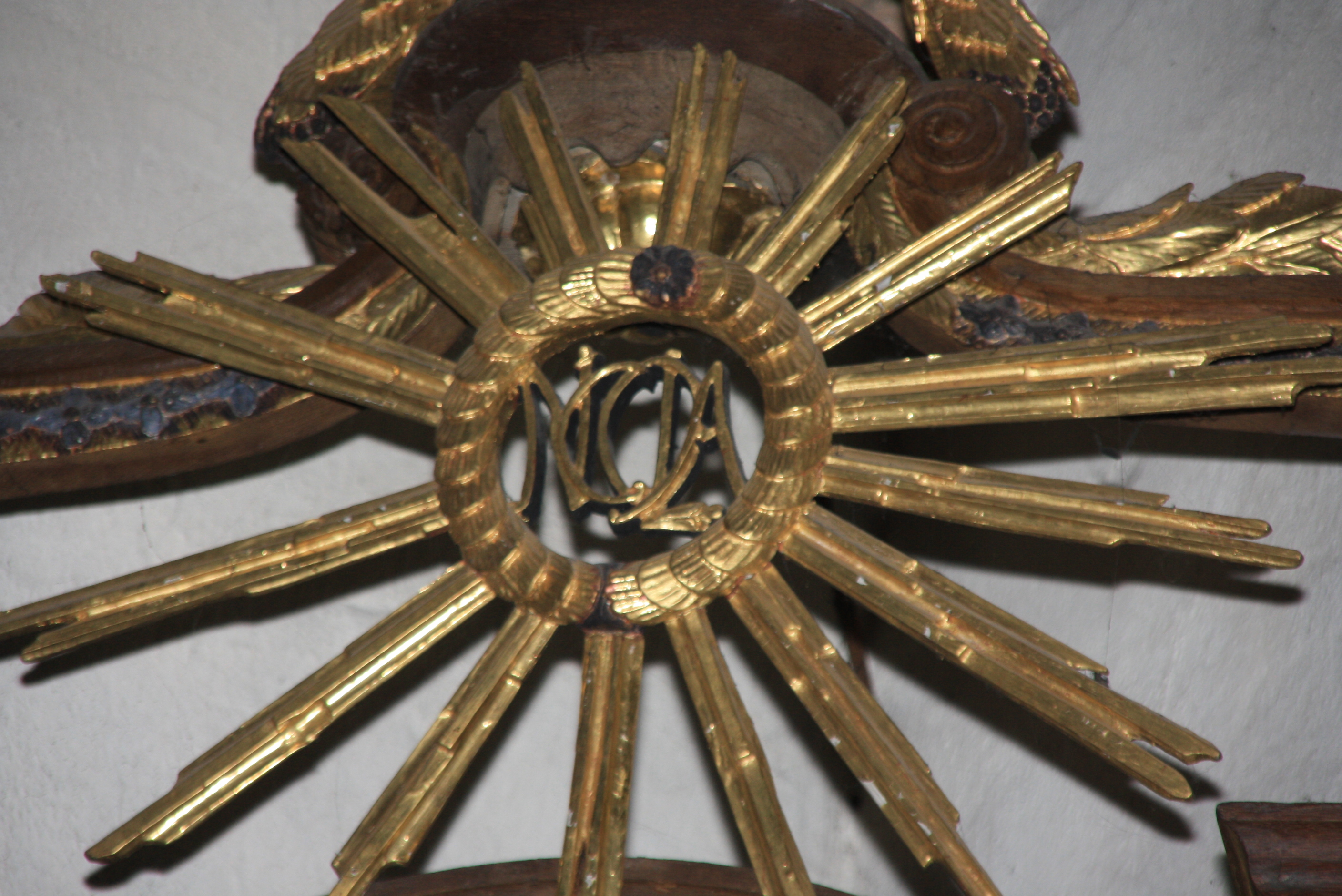
Strahlenkranz über dem Nikolausaltar

## Orgel

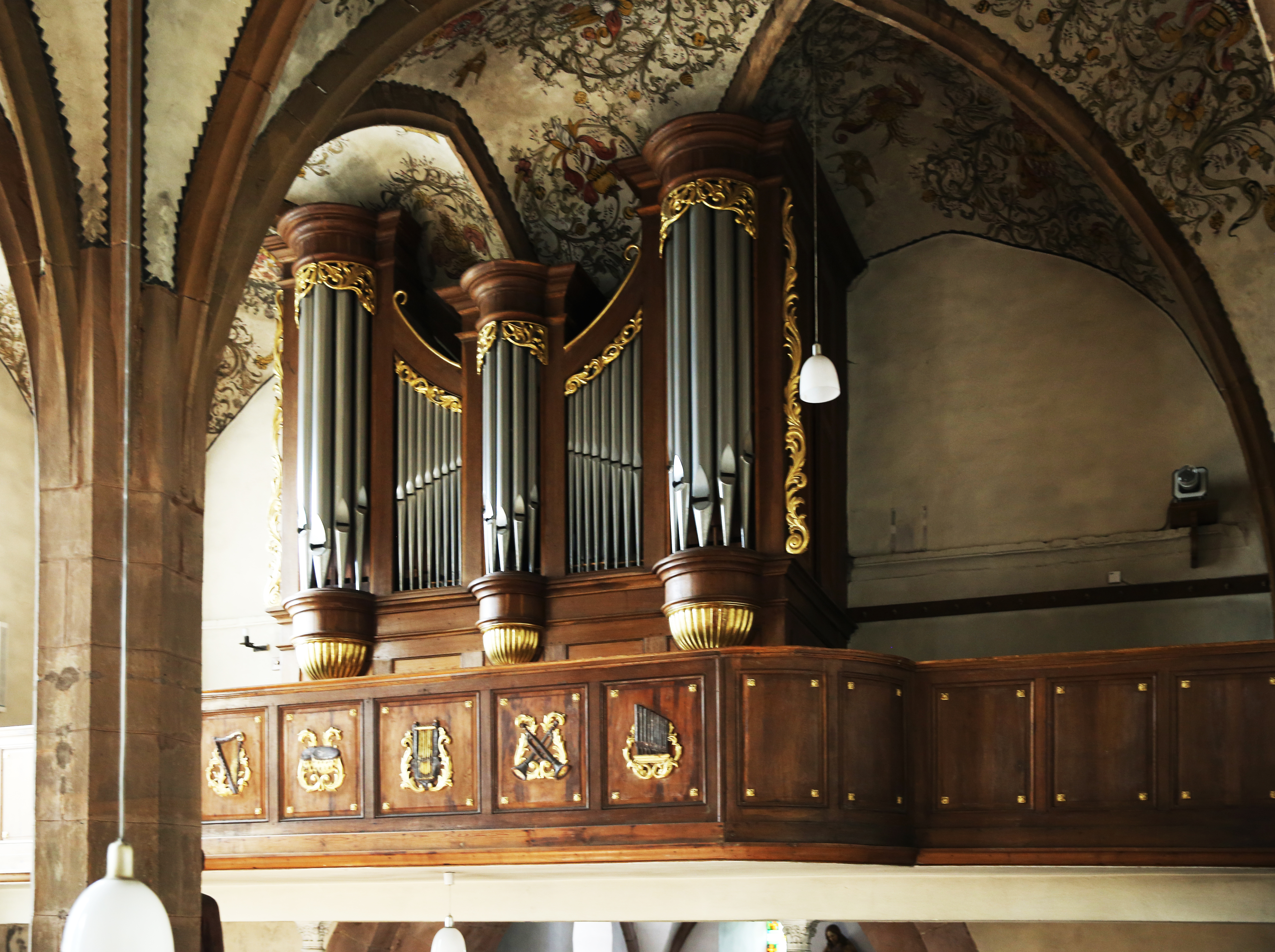
Kalscheuer-Orgel von 1856

Die Orgel wurde auf einer von eisernen Stützsäulen getragenen Empore installiert und nahm nach ihrem Einbau der dahinterliegenden Michaelskapelle die einst freie Sicht (heute vermauert) in das Kirchenschiff. Sie hat ihren Zugang über einen Treppenaufgang, der am westlichen Ende und dort an der Nordseite des Langhauses liegt.
Die Orgel ist ein Werk der einheimischen Nörvenicher Orgelbauer Geschwister Kalscheuer aus dem Jahr 1856. Das Orgelwerk besitzt 15 Register auf zwei Manuale und Pedal verteilt. 1967 wurde das Instrument durch die Firma Weimbs Orgelbau aus Hellenthal restauriert.

## Denkmalschutz
Neben vielen anderen Objekten des Ortes wurde die Kirche am 12. März 1985 in die Denkmalliste der Gemeinde Nörvenich eingetragen.
Sie erscheint in der Auflistung unter der Nr. 33.